# Pintura francesa del Museo del Prado

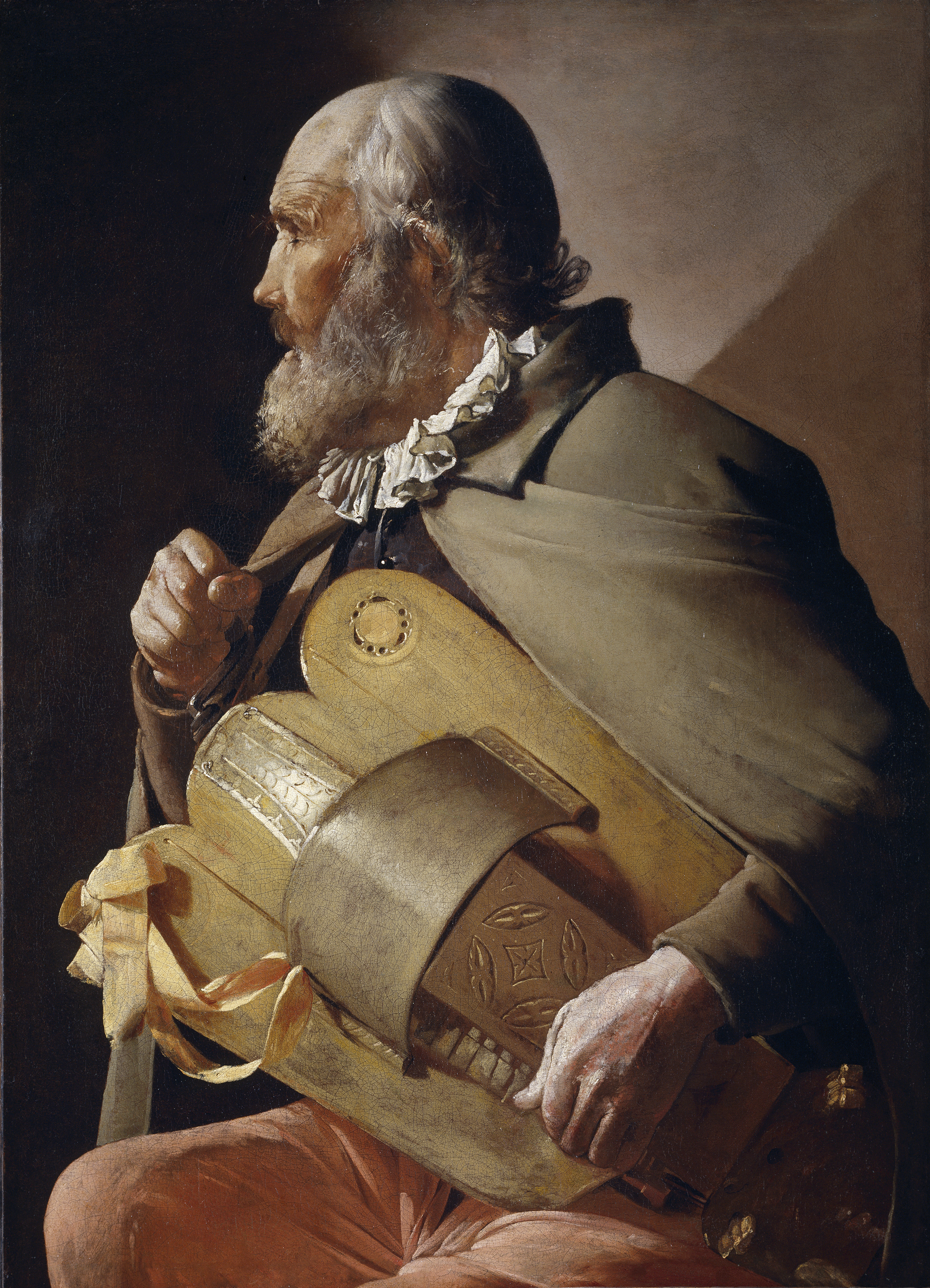
Ciego tocando la zanfonía, de Georges de La Tour, 1610-1630. Legado Villaescusa.

La colección de pintura francesa del Museo del Prado es la cuarta más importante de la institución, por detrás de la española, la italiana y la flamenca, aunque a mucha distancia de las tres. Las obras de esta escuela son más de trescientas, la mayor parte de ellas procedentes de la Colección Real. 
Como en el caso italiano, flamenco y neerlandés, aquí las circunstancias históricas también ejercieron gran influencia, especialmente las que se dieron durante los siglos XVI y XVII, un período fundamental en la formación de la Colección Real, base, como se ha señalado, de la actual colección del Prado. Por una parte, la casi permanente beligerancia entre España y Francia a lo largo de estos dos siglos restringió los intercambios artísticos entre ambos países. Por otra, los gustos imperantes en cada uno de ellos difirieron notablemente, ya que en Francia rigieron desde mediados del siglo XVII las directrices de la Académie royale de peinture et de sculpture, que logró hacer prevalecer la corriente clasicista, mientras que en España la Academia no fue instituida hasta mediados de la siguiente centuria.

## Historia

### SiglosXVyXVI

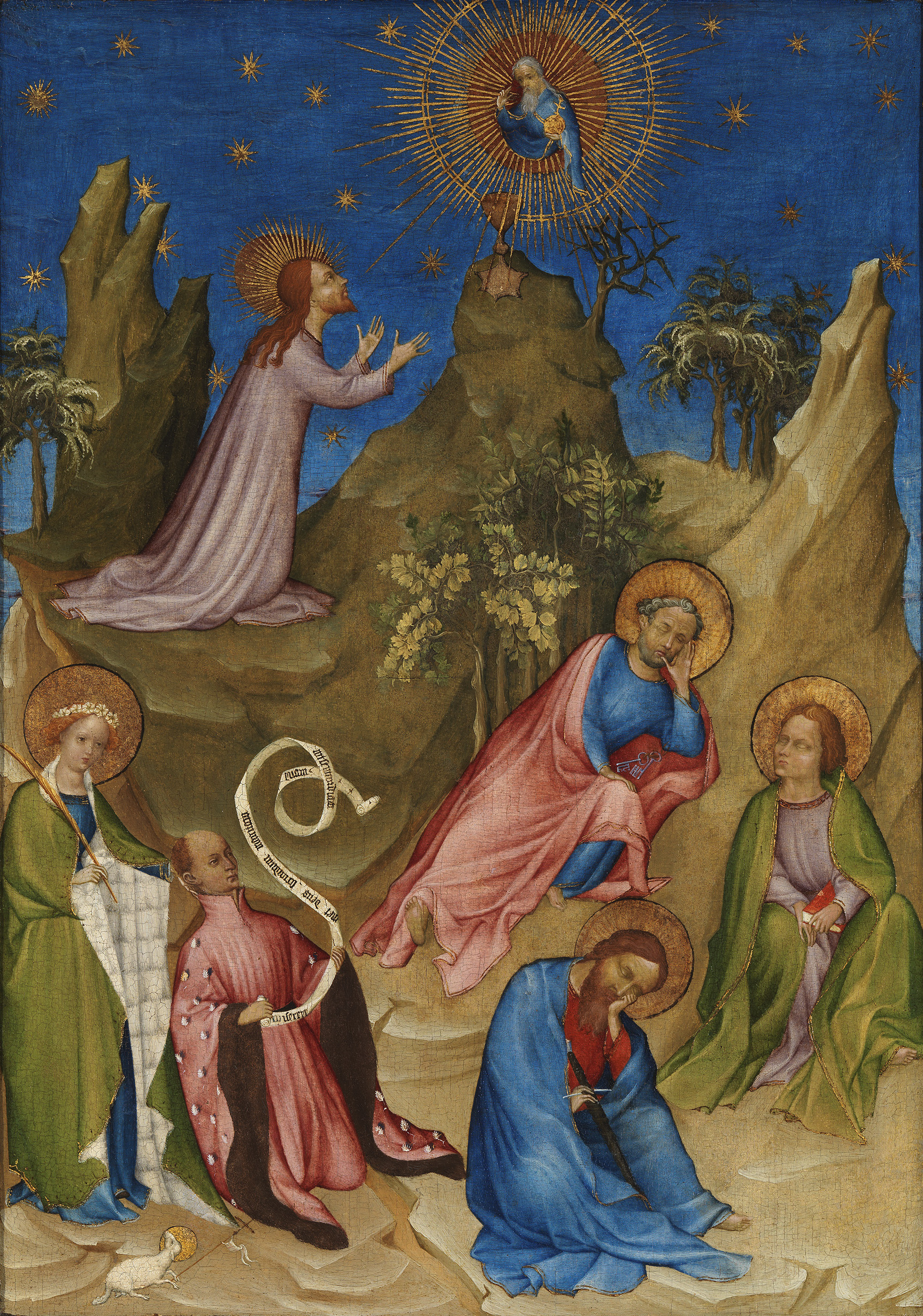
La Oración en el huerto con el donante Luis I de Orleans, c. 1405-1408. Autor anónimo, quizá Colart de Laon.

Apenas existen ejemplos anteriores a 1600, aunque entre ellos figuran una destacada tabla fechada entre 1405 y 1408, de autor anónimo, tal vez Colart de Laon, adquirida en 2012: La Oración en el huerto con el donante Luis I de Orleans; así como Un caballero, retrato atribuido a Corneille de Lyon.
Hay también una copia, adquirida en 2017, de Mujer en el baño, de François Clouet (National Gallery of Art), la mejor de las que se conservan y posiblemente ejecutada por el taller del maestro.

### SigloXVII
Muchas de las pinturas del Grand Siècle francés provienen de las dos series de paisajes encargadas en Roma entre 1633 y 1641 para decorar el Palacio del Buen Retiro, que incluyeron obras de varios representantes del clasicismo francés que trabajaban entonces en la ciudad: Nicolas Poussin, Claudio de Lorena y Jean Lemaire. 
Del primero hay una colección muy completa, ya que al conjunto inicial de paisajes se añadió un importante grupo de piezas reunido por Felipe V. Cubre la totalidad de los géneros que cultivó, abarca cronológicamente el conjunto de su carrera, e incluye dos de sus obras capitales: El triunfo de David y El Parnaso. En total son ocho obras seguras —que hacen del Prado uno de los museos más ricos en pinturas suyas—, además de otras dos de atribución no segura y otra de atribución dudosa. De Claudio de Lorena (Claude Gellée), el más sobresaliente paisajista de su época, también hay una muy buena representación, integrada por diez lienzos, cuatro de ellos encargados para el Buen Retiro.

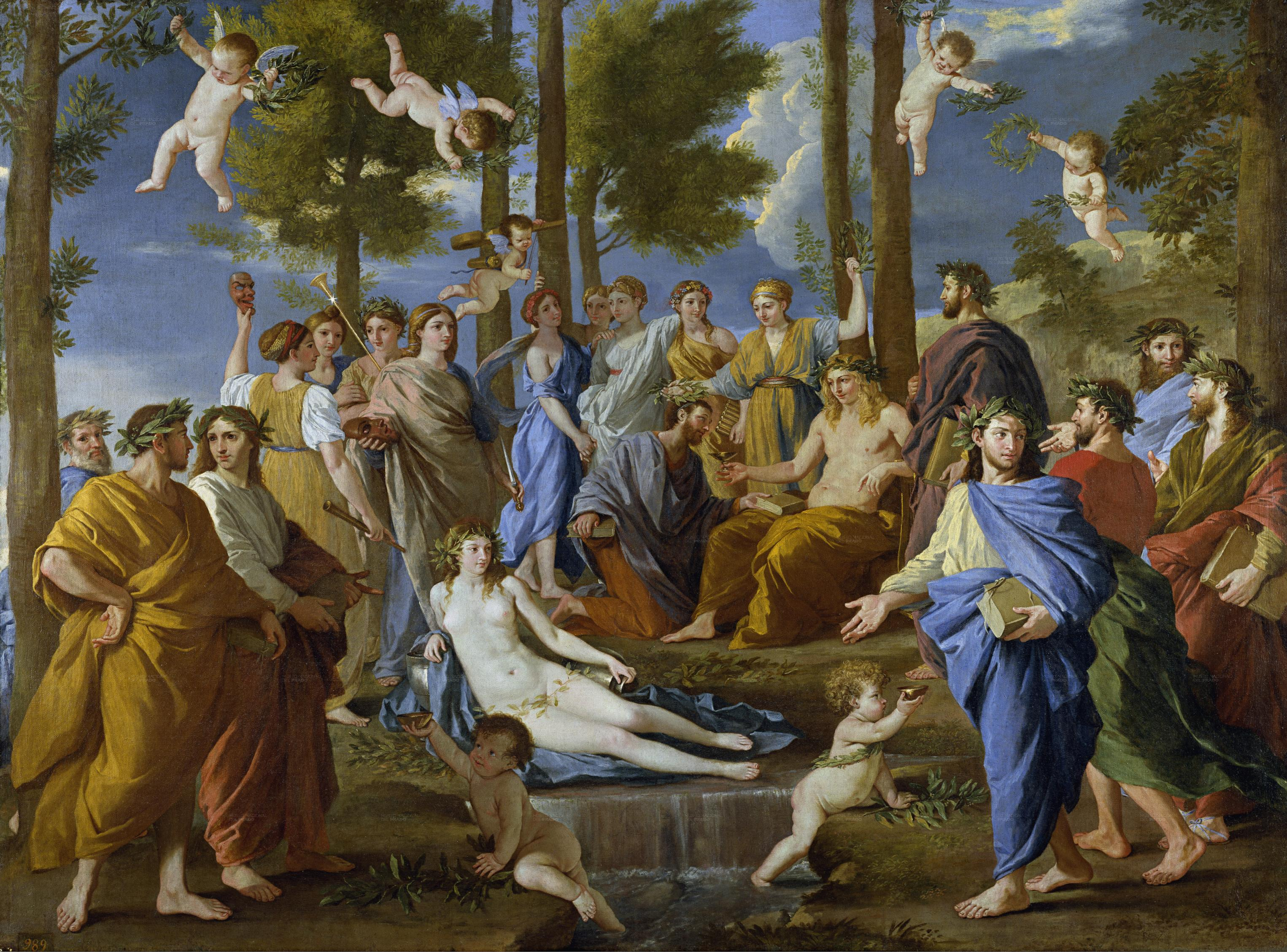
El Parnaso, de Nicolas Poussin, 1630-1631.

Por otro lado, se conservan cuatro ejemplos de Sébastien Bourdon, entre ellos el célebre retrato ecuestre de la reina Cristina de Suecia que la propia retratada regaló a Felipe IV; así como tres de Simon Vouet, dos de Jean Lemaire, el mismo número de Pierre Mignard, y sendos de Jacques Stella, Charles de La Fosse y Antoine Coypel.

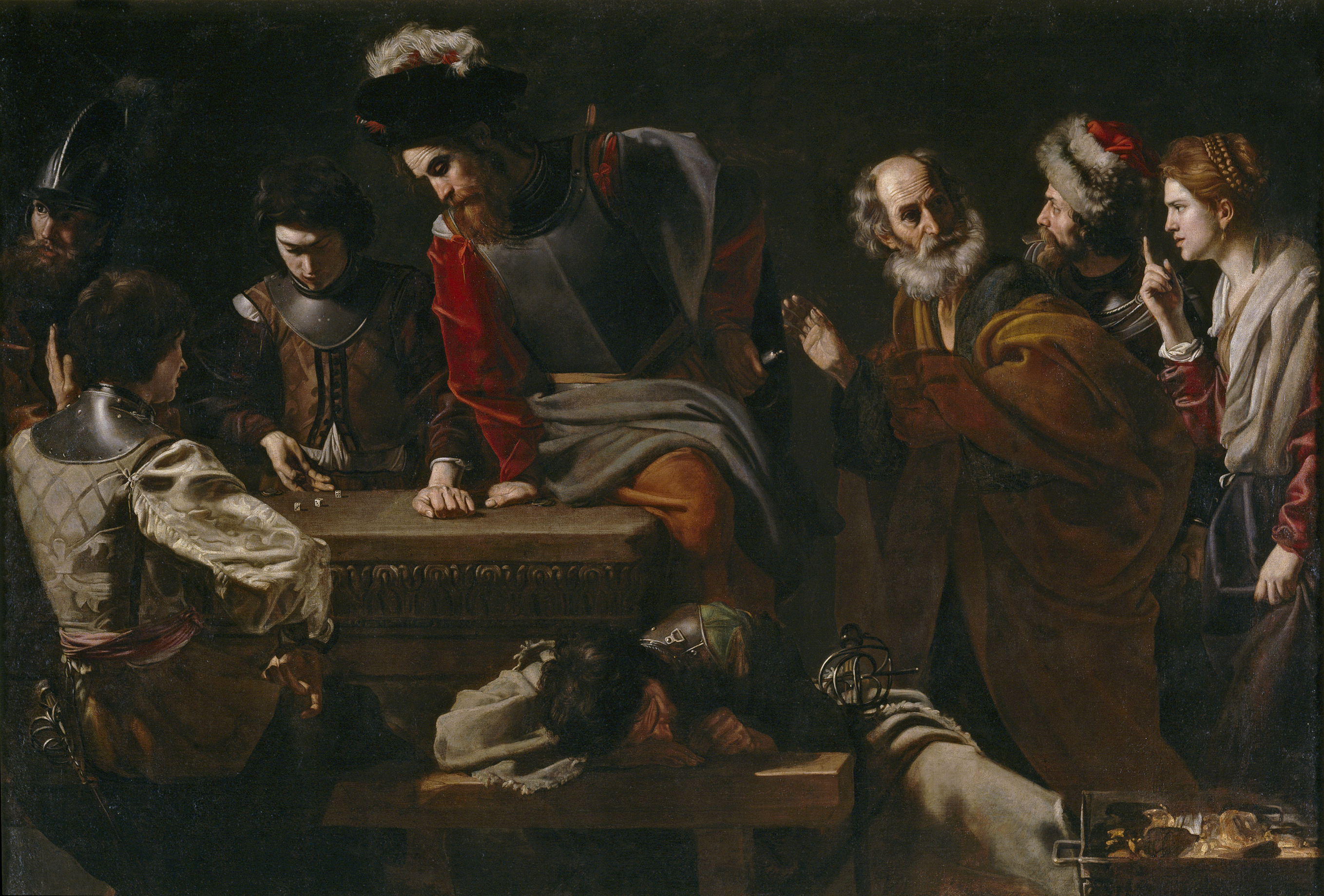
La negación de San Pedro, c. 1625, por Nicolas Tournier. Legado Fernández Durán.

El tenebrismo tuvo mucho menos predicamento en Francia que el clasicismo, y en consonancia con ello su presencia en el Prado es más reducida, pero se cuenta con sendos ejemplos de Georges de La Tour —otro más en depósito del Ministerio de Trabajo—, Nicolas Tournier, Valentin de Boulogne, Trophime Bigot —atribuido— y Jacques Linard.
De otra parte, los contactos entre la Corte española y la francesa proporcionaron retratos de Philippe de Champaigne, Henri y Charles Beaubrun y Jean Nocret, a los que se unen uno de Charles Dauphin enviado por Carlos Manuel II de Saboya, y dos de Cristina de Suecia por Bourdon, el mencionado ecuestre y otro sedente de medio cuerpo. Asimismo hay varias escenas de batalla de Jacques Courtois, también llamado Giacomo Cortese, le Bourguignon, o il Borgognone.

### SigloXVIII

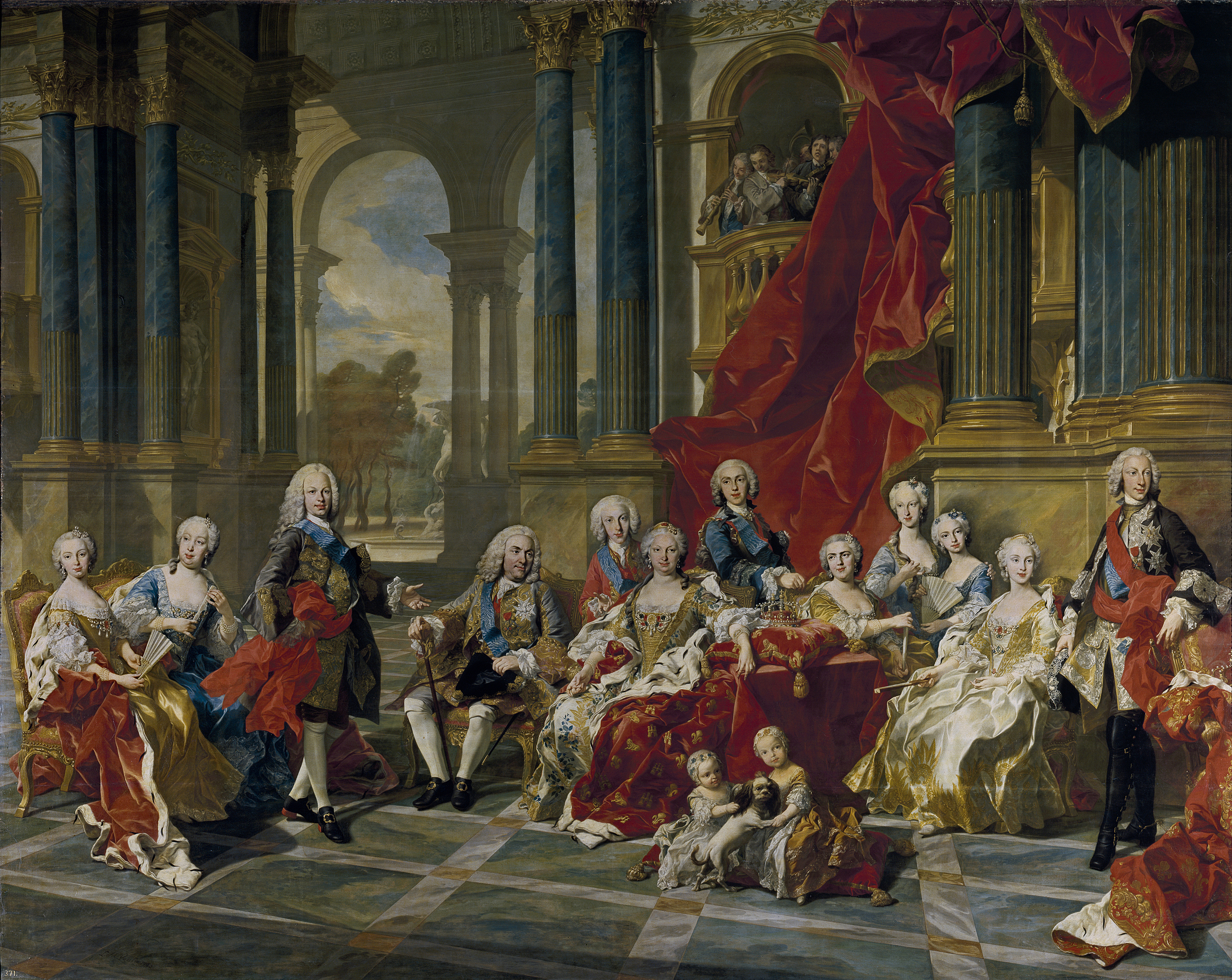
La familia de Felipe V, obra de Louis-Michel van Loo. 1743.

Retratistas de los Borbones españoles, como Jean Ranc, Louis-Michel van Loo y Michel-Ange Houasse, así como de los franceses (Hyacinthe Rigaud, Pierre Gobert y Antoine-François Callet) tienen presencia junto a los paisajistas Jean Pillement, Claude Joseph Vernet y Hubert Robert.
En España el impulso del rococó se vio frenado por el carácter oficial del arte de los primeros Borbones y el ascendiente del barroco italiano. Solo el gusto por lo moderno de la reina Isabel de Farnesio permitió la incorporación a la Colección Real de algunas pinturas de Watteau, dos de ellas hoy en el Prado: Capitulaciones de boda y baile campestre y Fiesta en un parque. A ellas se añaden Pan y Siringa, de François Boucher, adquirida por el Estado en 1985, y Baco entre nubes con tres putti, obra de Auger Lucas recibida en 2020 dentro de la herencia del que fuera durante años jefe del Departamento de Pintura del Siglo XVIII del museo, Juan José Luna.

### e inicios del

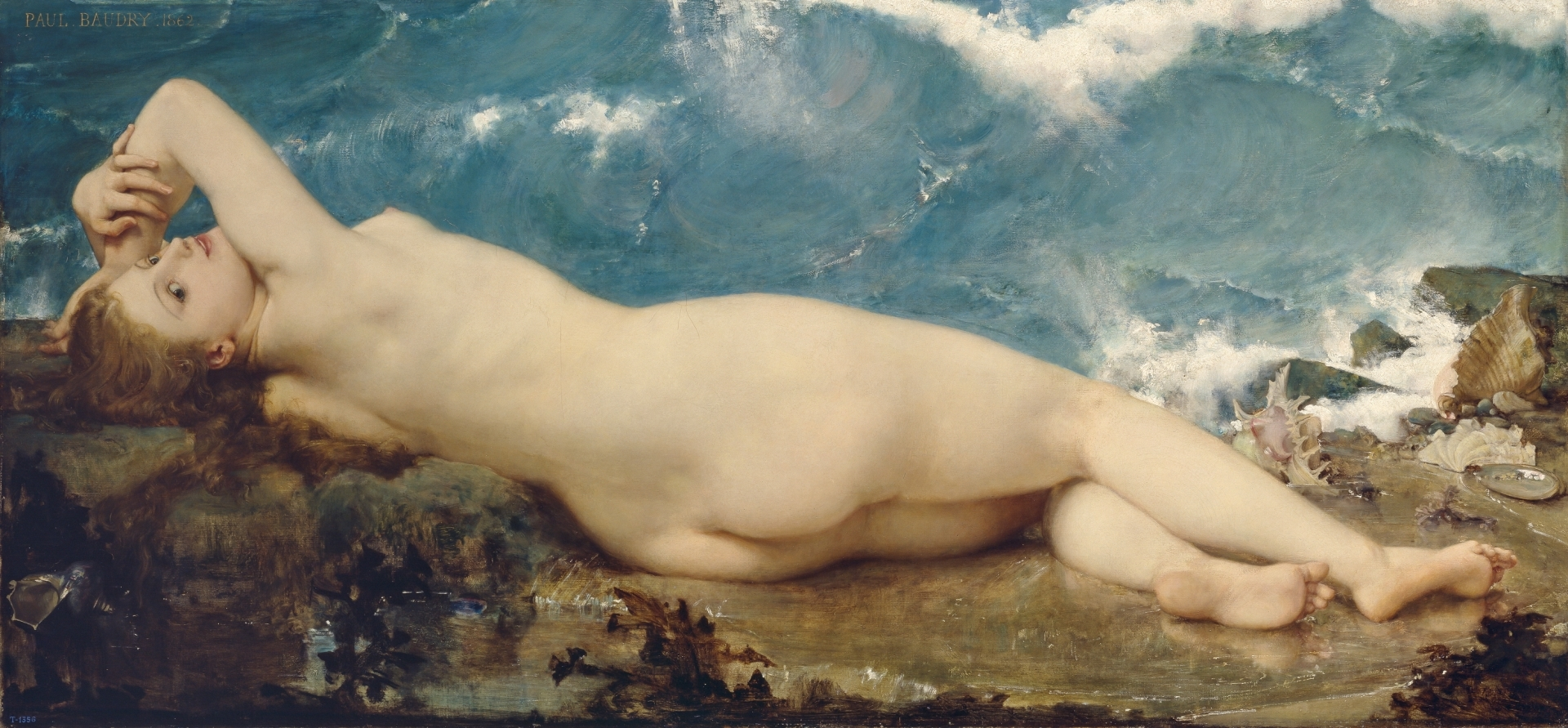
La perla y la ola (fábula persa), de Paul Baudry, 1862. Legado Ramón de Errazu.

### SigloXIXe inicios delXX
La colección de pintura francesa del siglo XIX es exigua, ya que en su día el coleccionismo en España de este tipo de obras fue muy reducido, y el poco que hubo fue más a nivel de particulares que institucional.
Esta colección es, sin duda, una de las menos estudiadas hasta ahora del museo. Existe un importante número de obras neoclásicas, entre ellas una de Merry-Joseph Blondel y varias de pintores por ahora desconocidos del entorno de Jacques-Louis David que han de ofrecer en el futuro gratas sorpresas, además de una apreciable cantidad de ejemplos de los discípulos franceses de Ingres. Entre los fondos de la primera mitad del siglo XIX se incluye también un retrato de Carlos X de Francia por François Gérard.
De la segunda mitad del XIX hay una pareja de retratos femeninos de Ernest Meissonier, algo muy raro dentro de su producción; una famosa pintura de desnudo de Paul Baudry, La perla y la ola, que perteneció a la emperatriz Eugenia de Montijo; un retrato de Félix-Henri Giacomotti, dos de Carolus-Duran, cuatro óleos de Léon Bonnat y un Paisaje atribuido a Alfred Sisley. Y, ya de principios del siglo XX, un retrato de Paul Chabas y un paisaje de Henri Martin.

## Pintores representados (lista no completa)
| Nombre                                       | Año de nacimiento | Año de defunción | Número de obras | Años de adquisición                               | Notas | Referencias   |
| -------------------------------------------- | ----------------- | ---------------- | --------------- | ------------------------------------------------- | --- | ------------- |
| Aix, Constantin d' (Jean-Antoine Constantin) | 1756              | 1844             | 2               | 1930                                              | Hasta 1984 atribuidas a Jean-Baptiste Pillement | [ 11 ]        |
| Baudry, Paul                                 | 1828              | 1886             | 1               |                                                   | | [ 12 ]        |
| Beaufort, Jacques-Antoine                    | 1721              | 1784             | 1               | 1980                                              | Boceto de un lienzo destruido durante la Segunda Guerra Mundial                                                                                          | [ 13 ]        |
| Bernier, Camille                             | 1823              | 1902             | 1               | 1881                                              | | [ 14 ]        |
| Berthélemy, Émile-Valentin                   | 1855              | 1928             | 1               | 1889                                              | | [ 15 ]        |
| Bertin, Nicolas                              | 1667              | 1736             | 1               |                                                   | Antes atribuida a Gérard Douffet | [ 16 ] [ 17 ] |
| Blondel, Merry-Joseph                        | 1781              | 1853             | 1               | 1980                                              | | [ 18 ]        |
| Bonheur, Rosa                                | 1822              | 1899             | 2               | 1879 y 2022                                       | | [ 19 ]        |
| Bonnat, Léon                                 | 1833              | 1922             | 5               | 1851, 1901 (2), 1919 y 2023                       | | [ 20 ]        |
| Boucher, François                            | 1703              | 1770             | 1               | 1985                                              | | [ 21 ]        |
| Boudin, Eugène                               | 1824              | 1898             | 1               | 1983                                              | | [ 22 ]        |
| Boulogne, Valentin de (Jean Valentin)        | 1591              | 1632             | 1               |                                                   | | [ 23 ]        |
| Bourdon, Sébastien                           | 1616              | 1671             | 4               | 1979 (1)                                          | | [ 24 ]        |
| Callet, Antoine-François                     | 1741              | 1823             | 1               |                                                   | | [ 25 ]        |
| Carolus-Duran (Charles Émile Auguste Durand) | 1837              | 1917             | 2               | 2010 (1)                                          | | [ 26 ] [ 27 ] |
| Caron, Jules                                 | 1830              | 1875             | 2               | 1894                                              | | [ 28 ]        |
| Chabas, Paul                                 | 1869              | 1937             | 1               | 1987                                              | | [ 29 ]        |
| Champaigne, Philippe de                      | 1602              | 1674             | 1               |                                                   | | [ 30 ]        |
| Charreton, Victor                            | 1864              | 1936             | 1               | 1926                                              | Sin localizar en el Real Conservatorio de Música y Declamación, actual Real Conservatorio Superior de Música de Madrid, en el que fue depositada en 1943 | [ 31 ]        |
| Coypel, Antoine                              | 1661              | 1722             | 1               |                                                   | | [ 32 ]        |
| Dauphin, Charles                             | 1620 (c.)         | 1677             | 1               |                                                   | | [ 33 ]        |
| Devambez, André                              | 1867              | 1944             | 1               | 1918                                              | | [ 34 ]        |
| Dupuis, Pierre                               | 1833              | 1915             | 2               | 1930                                              | | [ 35 ]        |
| Espagnat, Georges d'                         | 1870              | 1950             | 1               | 1920                                              | | [ 36 ]        |
| Fabre, François-Xavier                       | 1766              | 1837             | 1               |                                                   | | [ 37 ]        |
| Flaugier, Joseph-Bernard                     | 1757              | 1813             | 1               | 1915                                              | Fragmento | [ 38 ]        |
| Flipart, Charles-Joseph                      | 1721              | 1797             | 9               | 1929 (1), 1930 (1), 2002 (4), 2007 (1) y 2018 (1) | | [ 39 ] [ 40 ] |
| Gérard, François                             | 1770              | 1837             | 1               |                                                   | | [ 41 ]        |
| Giacomotti, Félix-Henri                      | 1828              | 1909             | 1               | 1954                                              | | [ 42 ]        |
| Gibert, Antoine-Placide                      | 1806              | 1875             | 3               | 1949                                              | Dos de ellas atribuidas | [ 43 ]        |
| Gobert, Pierre                               | 1662              | 1744             | 8               |                                                   | | [ 44 ]        |
| Grosjean, Henry                              | 1864              | 1948             | 1               | 1918                                              | | [ 45 ]        |
| Guérin, Pierre-Narcisse                      | 1774              | 1833             | 1               | 1887                                              | | [ 46 ]        |
| Houasse, Michel-Ange                         | 1680              | 1730             | 13              |                                                   | | [ 47 ]        |
| Hutin, Charles-François                      | 1715              | 1776             | 2               |                                                   | | [ 48 ]        |
| Jouvenet, Jean-Baptiste                      | 1644              | 1717             | 1               |                                                   | | [ 49 ]        |
| La Fosse, Charles de                         | 1636              | 1716             | 1               |                                                   | | [ 50 ]        |
| La Tour, Georges de                          | 1593              | 1652             | 1               | 1991                                              | Otra más en depósito del Ministerio de Trabajo | [ 51 ]        |
| Largillierre, Nicolas de                     | 1656              | 1746             | 2               |                                                   | | [ 52 ]        |
| Lemaire, Jean                                | 1598              | 1659             | 2               |                                                   | | [ 53 ]        |
| Linard, Jacques                              | 1600 (c.)         | 1645             | 1               | 1962                                              | | [ 54 ]        |
| Loo, Louis-Michel van                        | 1707              | 1771             | 9               | 1899 (1), 2002 (1) y 2020 (1)                     | | [ 56 ] [ 57 ] |
| Lorena, Claudio de (Claude Gellée)           | 1600 (c.)         | 1682             | 10              |                                                   | | [ 58 ]        |
| Loutherbourg, Jacques-Philippe de            | 1740              | 1812             | 1               | 1930                                              | | [ 59 ]        |
| Lucas, Auger                                 | 1685              | 1765             | 1               | 2020                                              | | [ 60 ]        |
| Malaine, Joseph-Laurent                      | 1745              | 1809             | 2               |                                                   | | [ 61 ]        |
| Martin, Henri                                | 1860              | 1943             | 1               | 1924                                              | | [ 62 ]        |
| Meissonier, Jean-Louis-Ernest                | 1815              | 1891             | 2               |                                                   | | [ 63 ]        |
| Meslé, Joseph-Paul                           | 1855              | 1929             | 1               | 1918                                              | | [ 64 ]        |
| Mignard, Pierre                              | 1612              | 1695             | 2               |                                                   | | [ 65 ]        |
| Nattier, Jean-Marc                           | 1685              | 1766             | 1               |                                                   | | [ 66 ]        |
| Oudry, Jean-Baptiste                         | 1686              | 1755             | 2               |                                                   | | [ 67 ]        |
| Parme, Julien de (Jean-Antoine Julien)       | 1736              | 1799             | 3               | 1982                                              | | [ 68 ]        |
| Pierre, Jean-Baptiste-Marie                  | 1714              | 1789             | 2               | 1970                                              | | [ 69 ]        |
| Pillement, Jean-Baptiste                     | 1728              | 1808             | 5               | 1984 (1)                                          | | [ 70 ]        |
| Poussin, Nicolas                             | 1594              | 1665             | 11              |                                                   | Ocho son suyas con toda seguridad, dos no son seguras y la otra es de atribución dudosa                                                                  | [ 6 ]         |
| Ranc, Jean                                   | 1674              | 1735             | 24              |                                                   | Una de atribución dudosa Dos son posibles réplicas de taller                                                                                             | [ 71 ]        |
| Rigaud, Hyacinthe                            | 1659              | 1743             | 2               |                                                   | | [ 72 ]        |
| Robert, Hubert                               | 1733              | 1808             | 1               |                                                   | | [ 73 ]        |
| Rochegrosse, Georges-Antoine                 | 1859              | 1938             | 1               | 1986                                              | | [ 74 ]        |
| Santerre, Jean-Baptiste                      | 1651              | 1717             | 1               |                                                   | | [ 75 ]        |
| Silvestre el Joven, Louis de                 | 1675              | 1760             | 1               |                                                   | | [ 76 ]        |
| Sisley, Alfred                               | 1839              | 1899             | 1               | 1950                                              | Atribuida | [ 10 ]        |
| Stella, Jacques                              | 1596              | 1657             | 1               |                                                   | | [ 77 ]        |
| Tournier, Nicolas                            | 1590              | 1639             | 1               |                                                   | Antiguamente atribuida a Valentin de Boulogne | [ 78 ]        |
| Vernet, Claude-Joseph                        | 1714              | 1789             | 5               |                                                   | | [ 79 ]        |
| Vouet, Simon                                 | 1590              | 1649             | 3               | 1954 (1) y 2018 (1)                               | | [ 80 ] [ 81 ] |
| Watteau, Antoine                             | 1684              | 1721             | 2               |                                                   | | [ 82 ]        |

## Galería

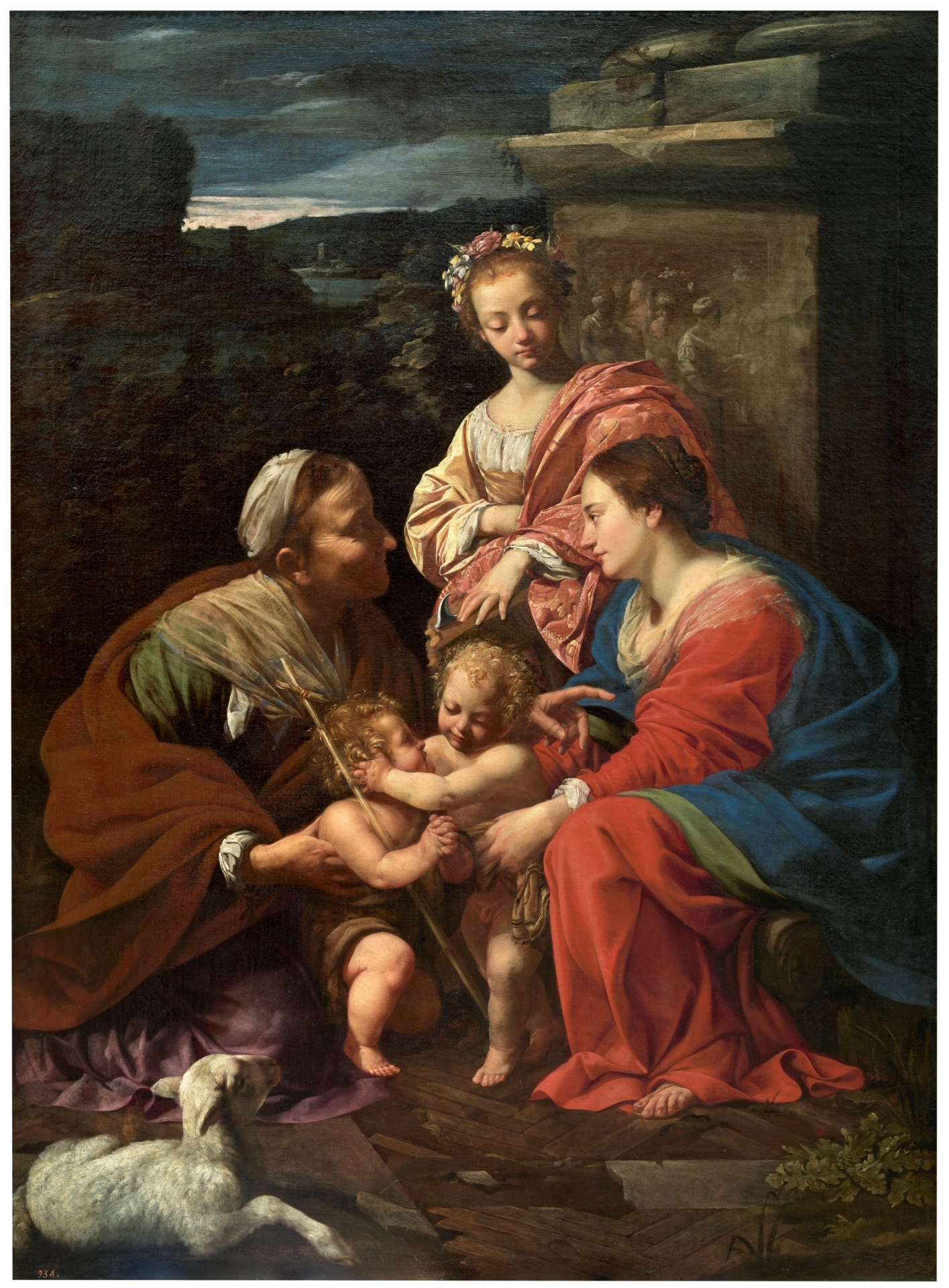
La Virgen y el Niño, con santa Isabel, san Juan Bautista y santa Catalina (Simon Vouet).
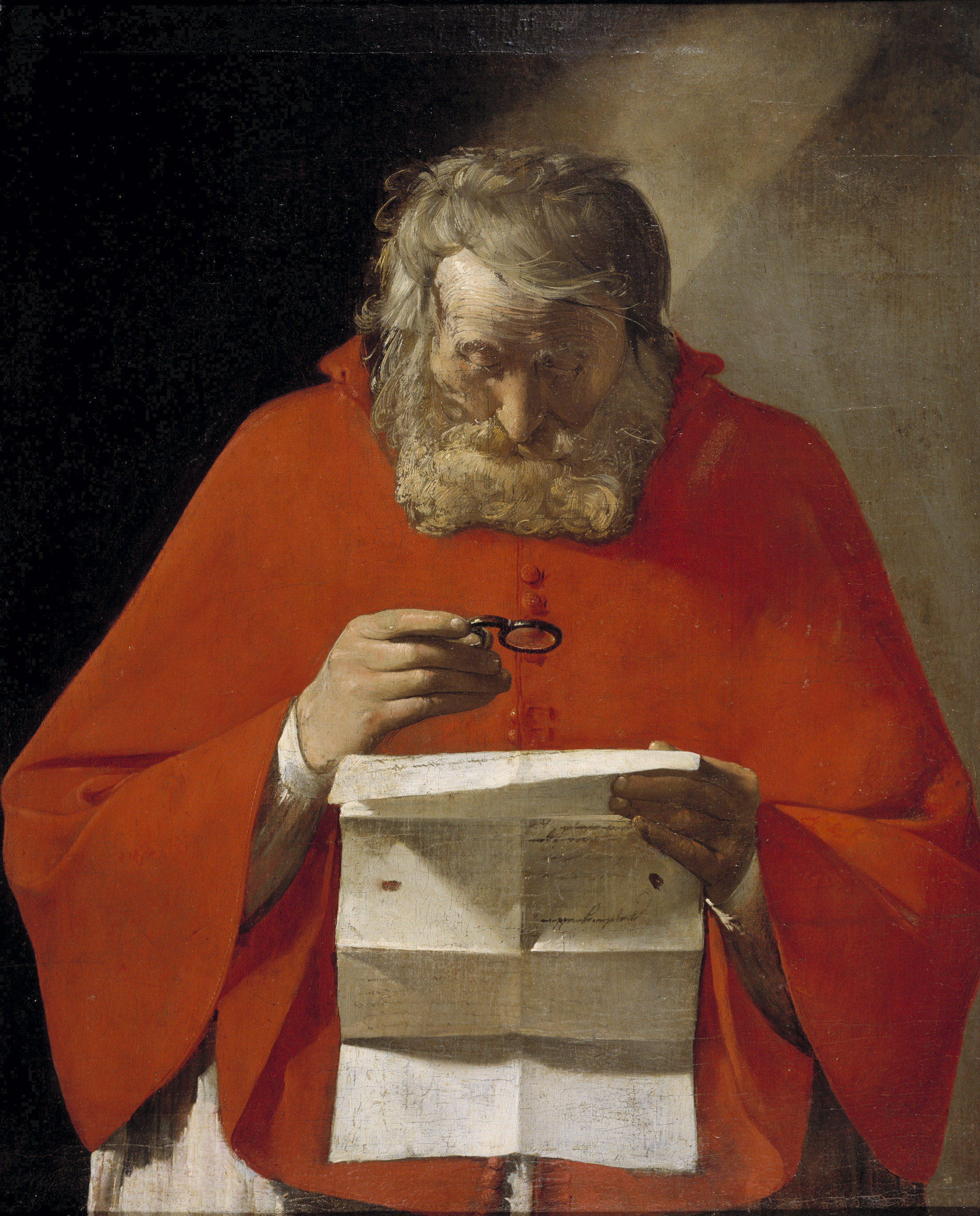
San Jerónimo leyendo una carta, de Georges de La Tour, c. 1627-1629. Depósito del Ministerio de Trabajo.
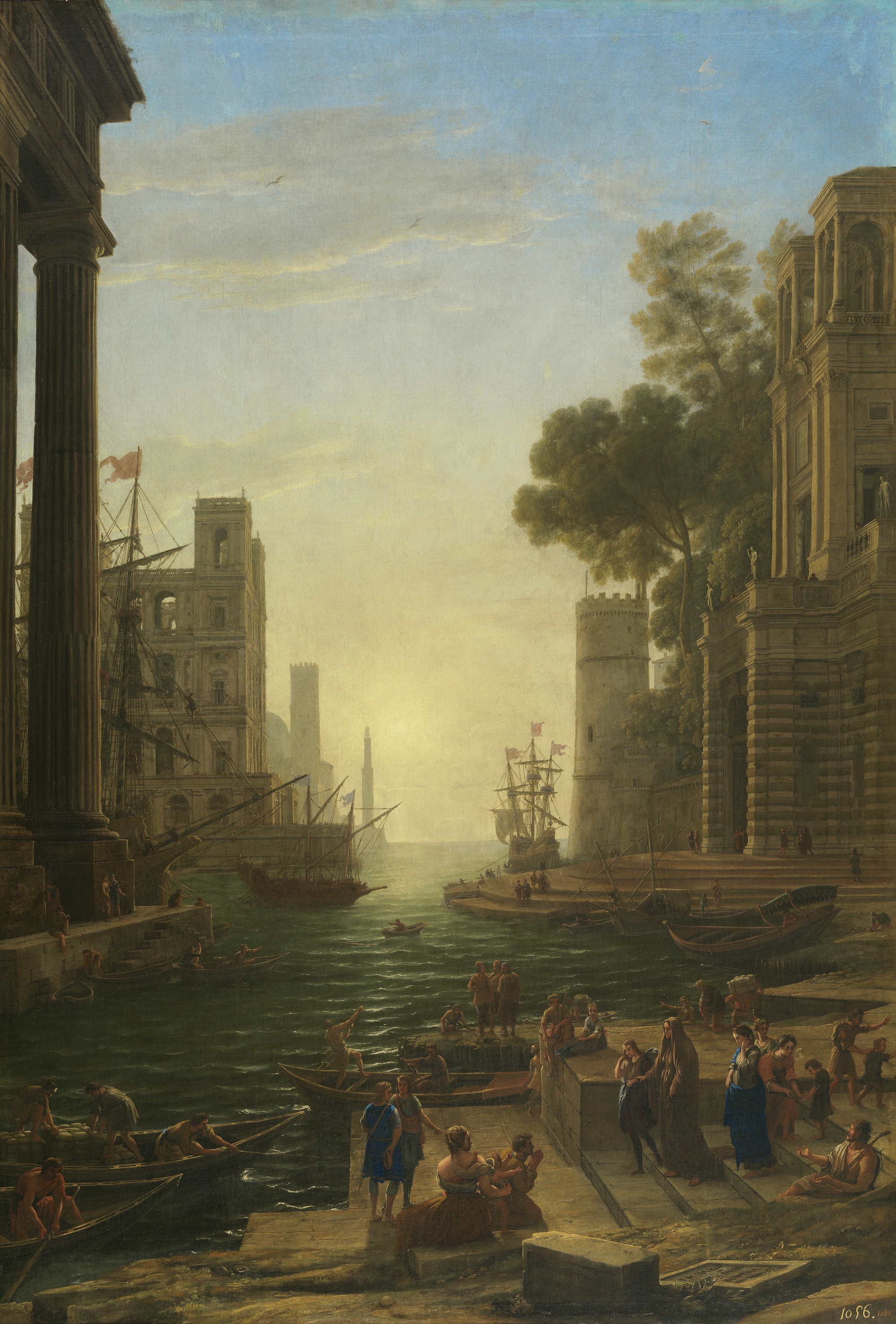
El embarco de Santa Paula Romana, de Claudio de Lorena, c. 1639.
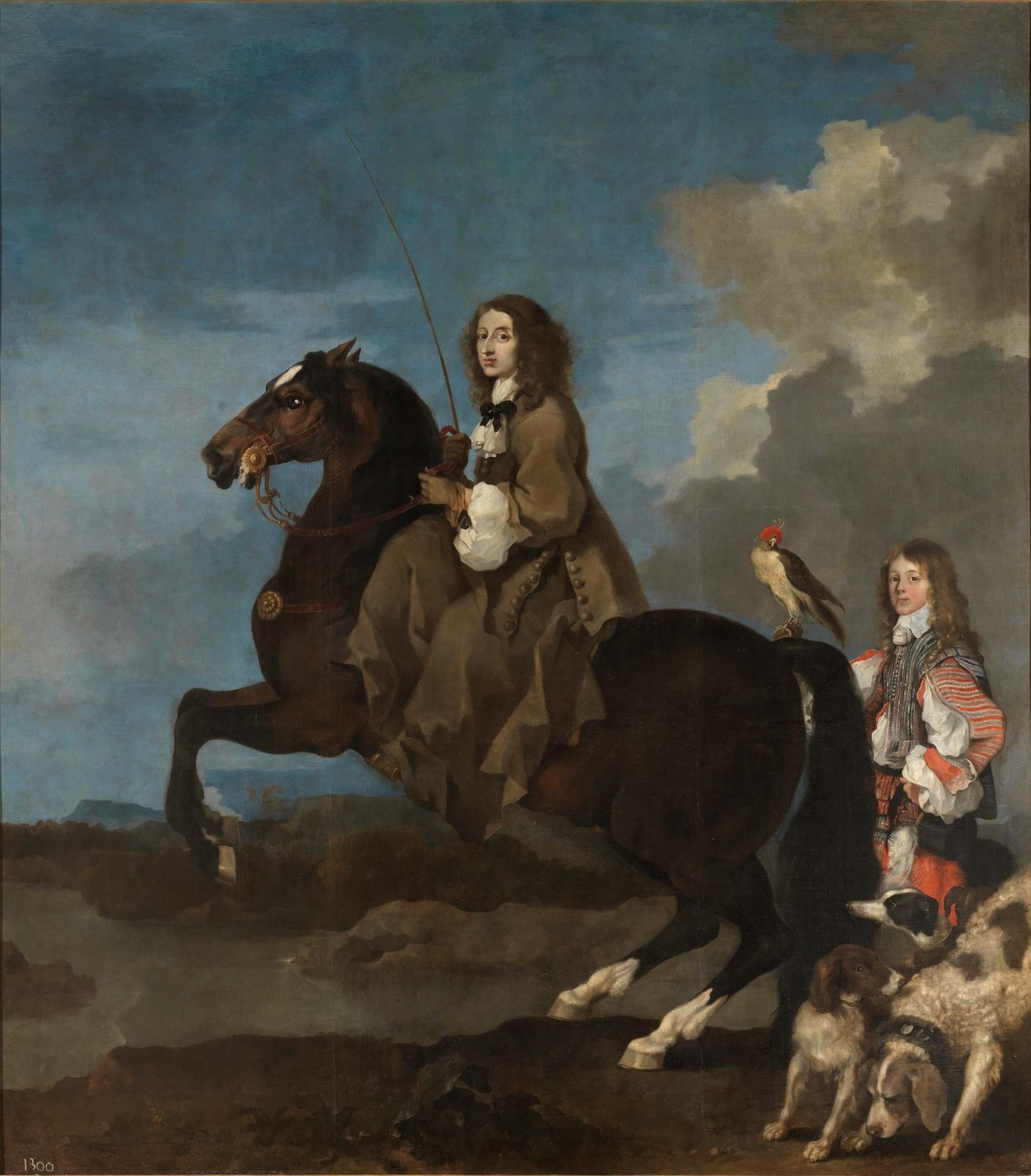
Cristina de Suecia a caballo (Sébastien Bourdon).
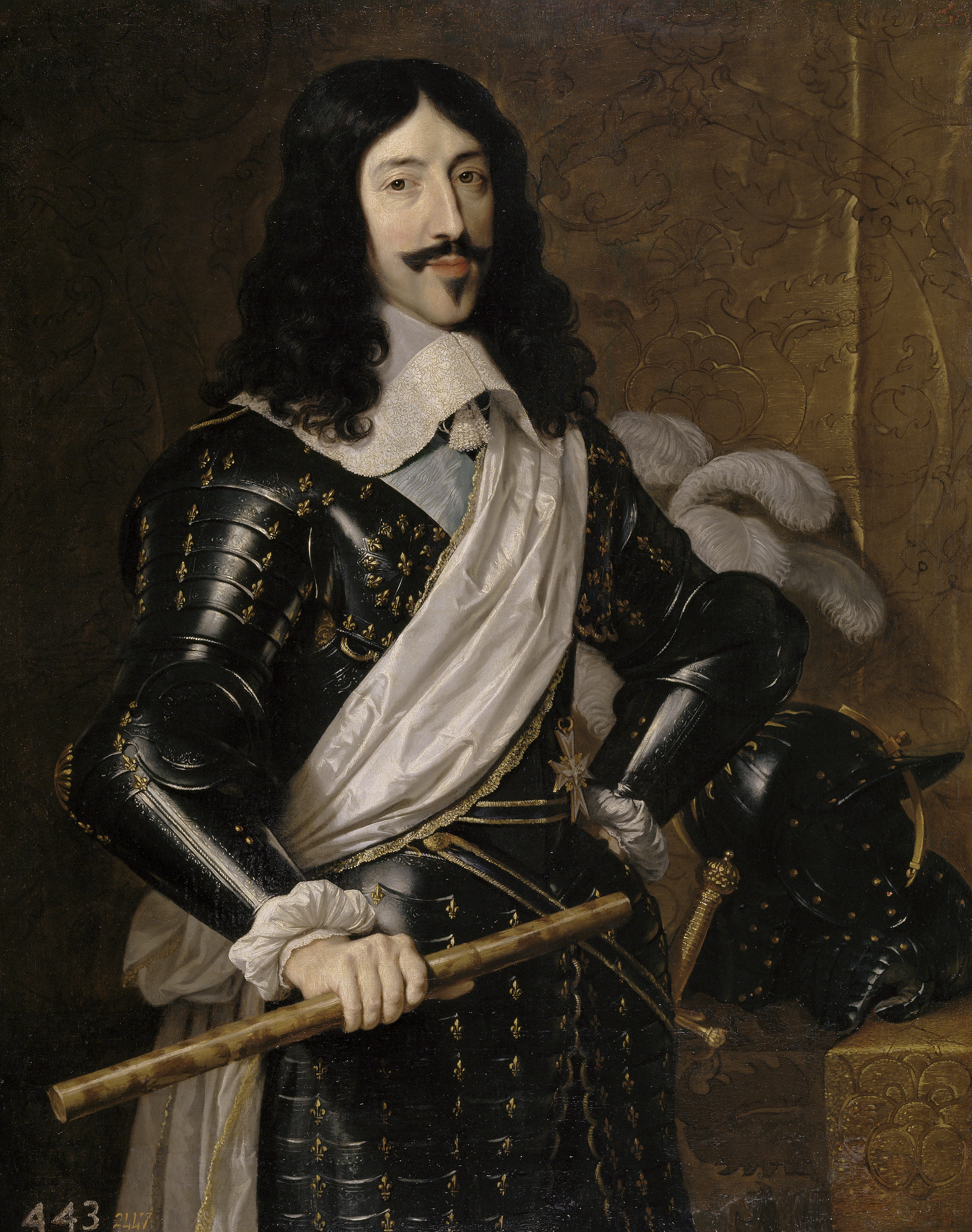
Luis XIII, rey de Francia, 1655, Philippe de Champaigne.
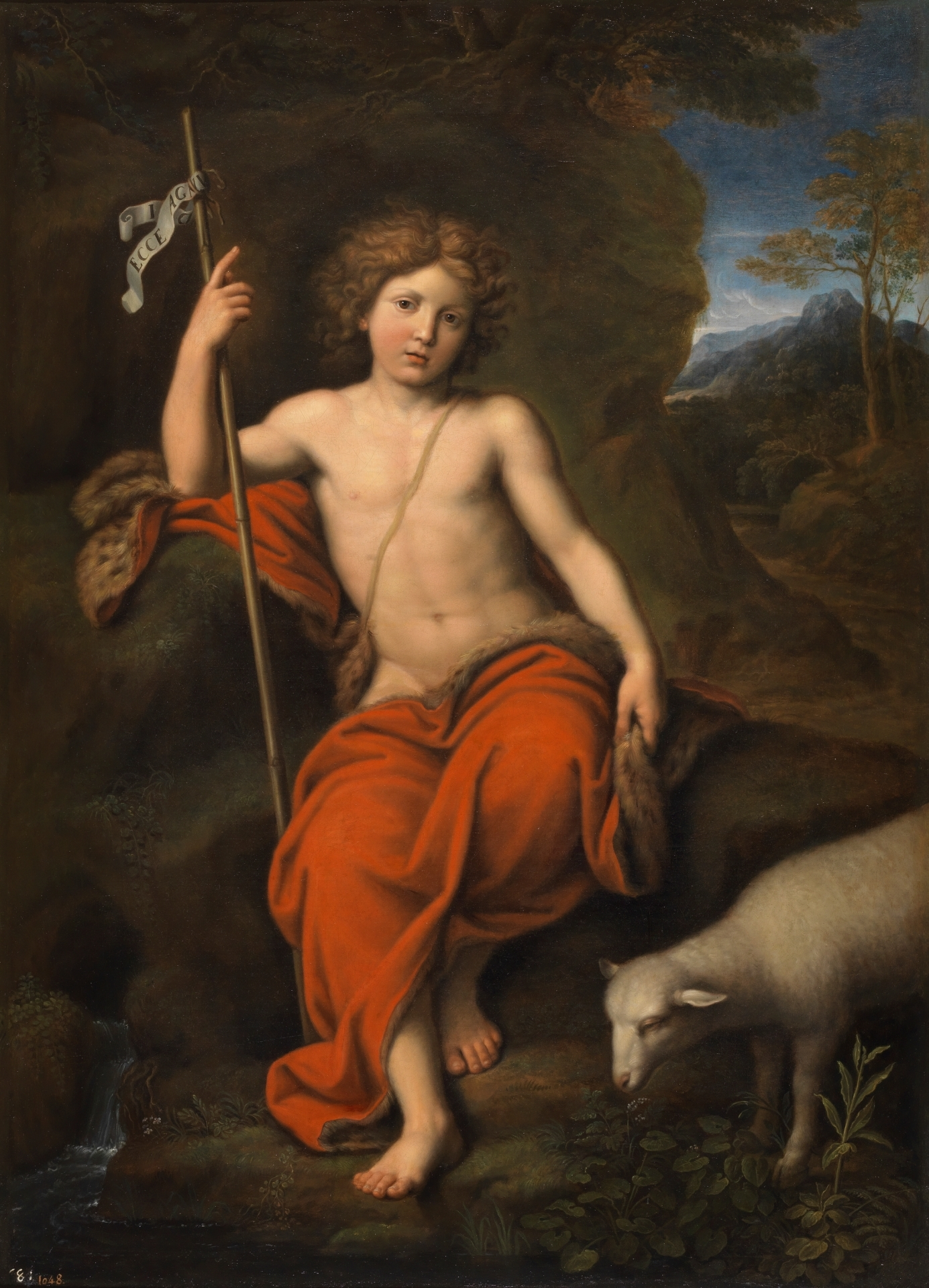
San Juan Bautista, obra de Pierre Mignard.
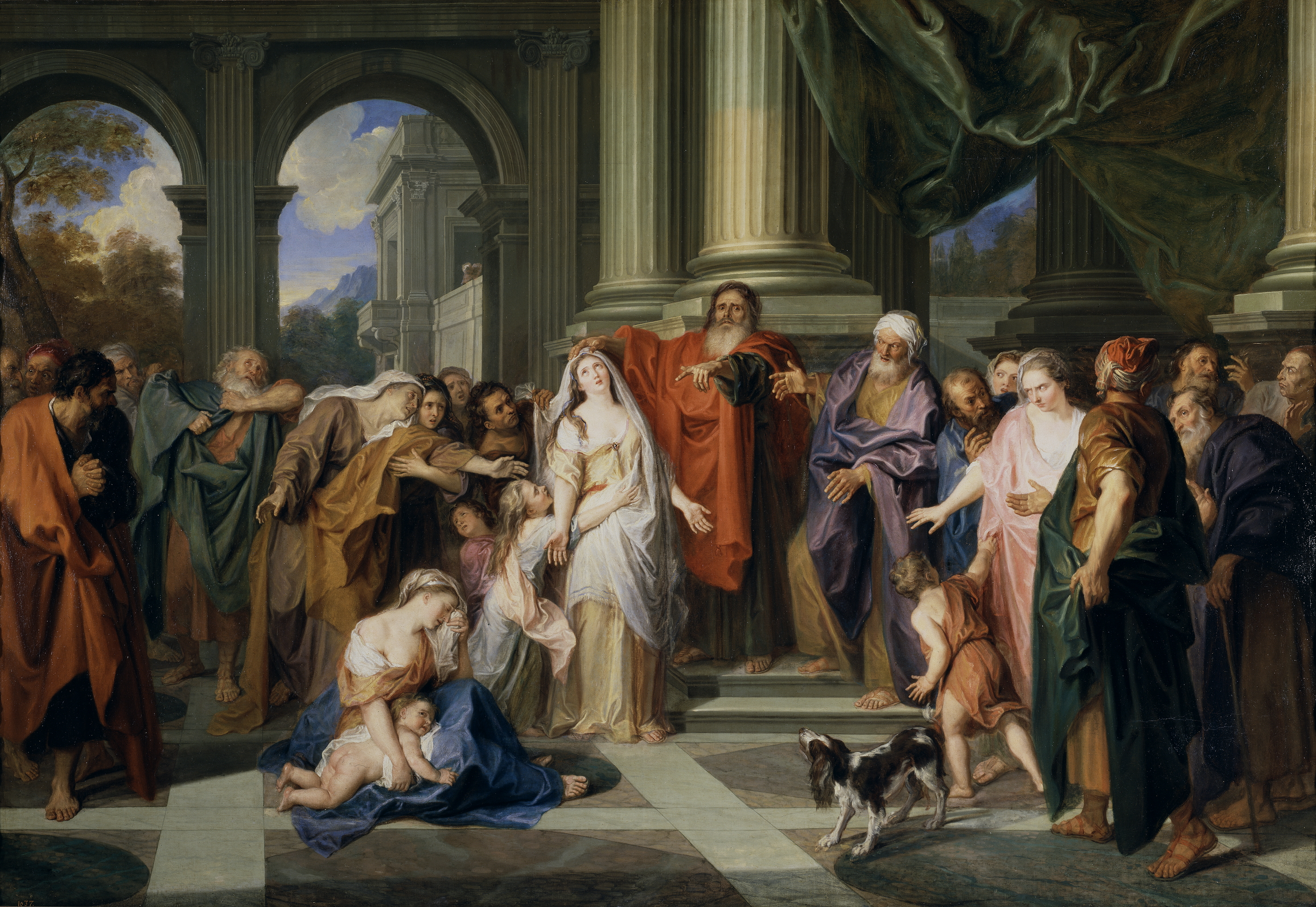
Susana acusada de adulterio, de Antoine Coypel, 1695 - 1696.
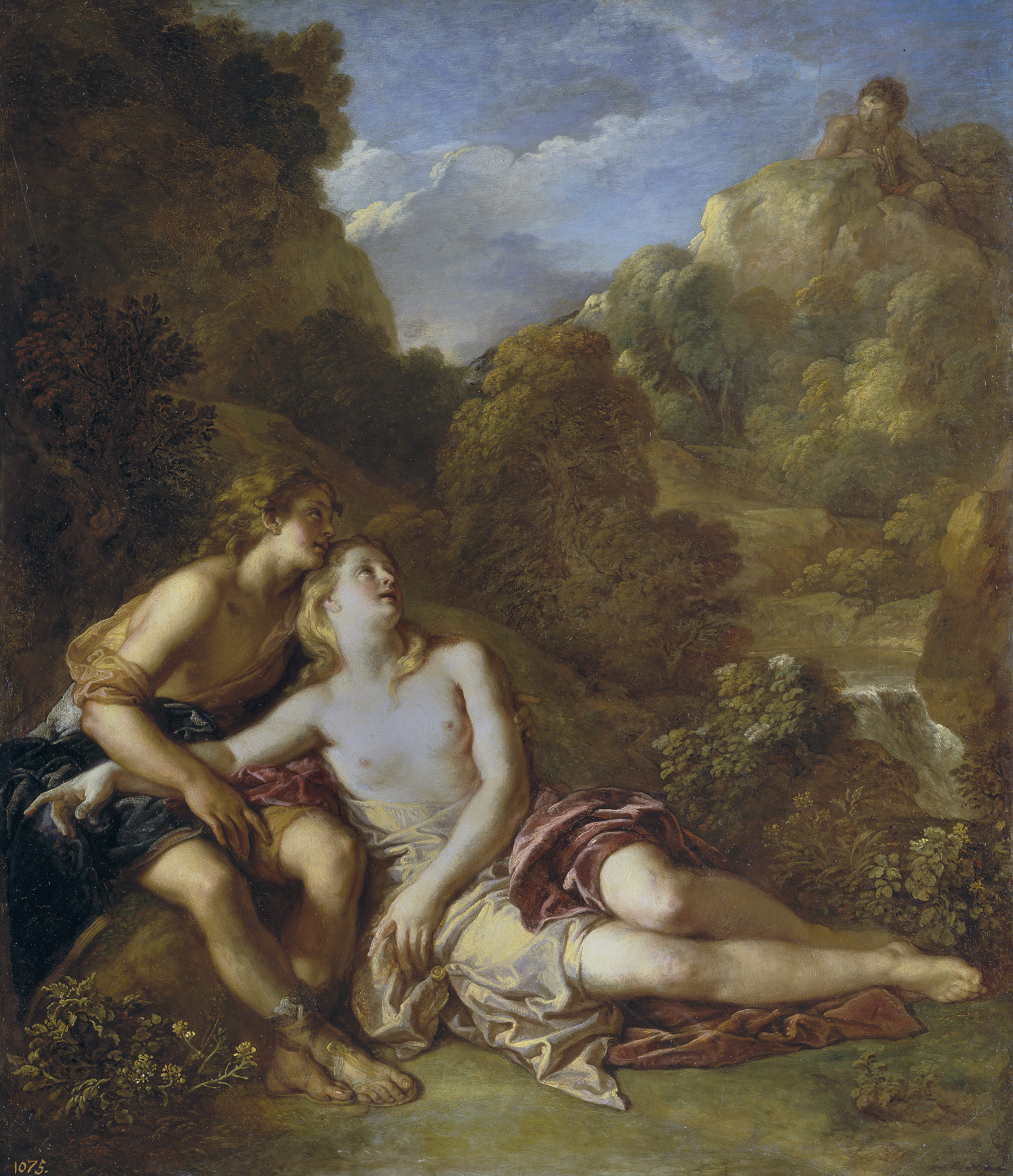
Acis y Galatea, cobre de Charles de La Fosse.
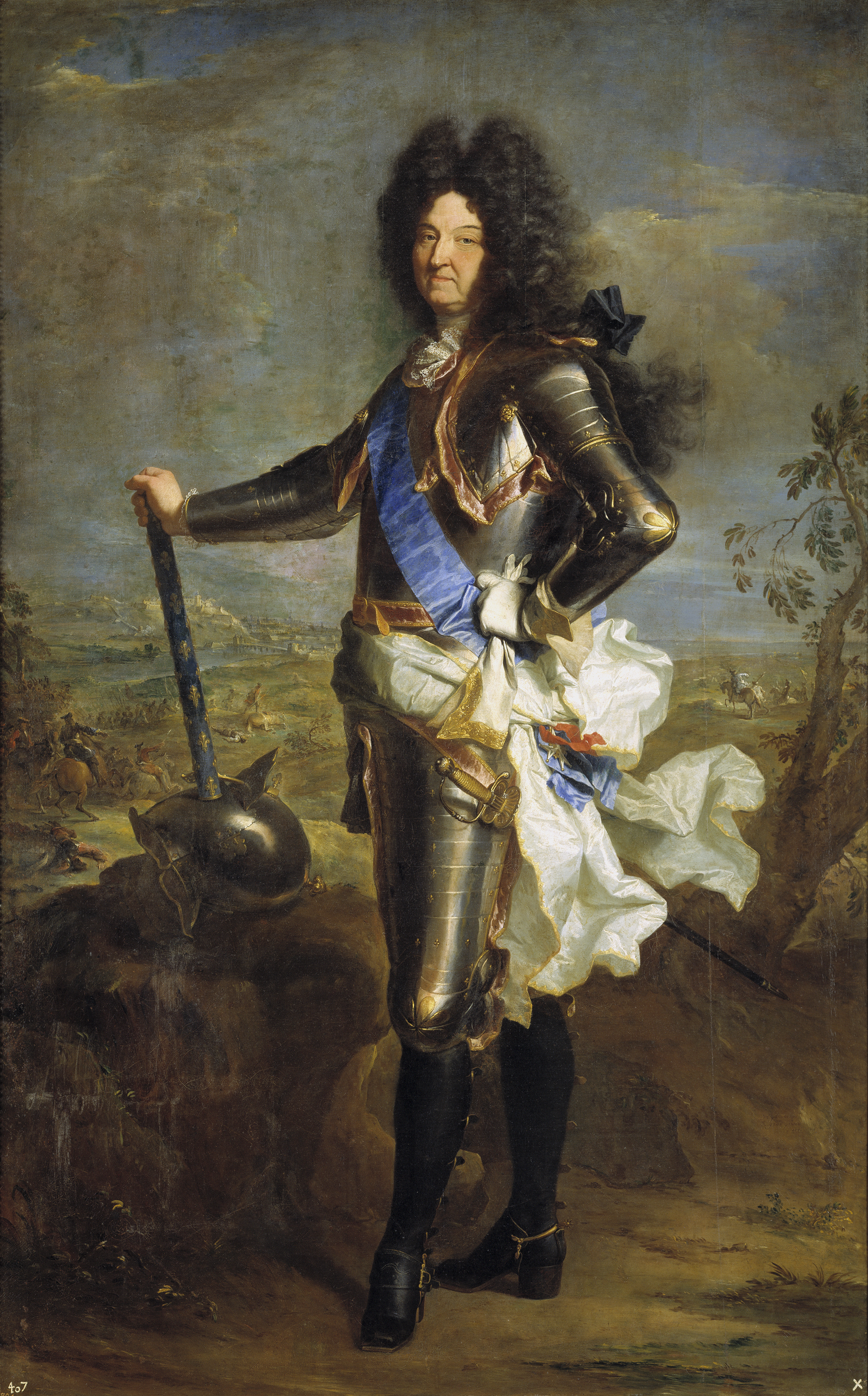
Luis XIV, rey de Francia (Hyacinthe Rigaud, 1701).
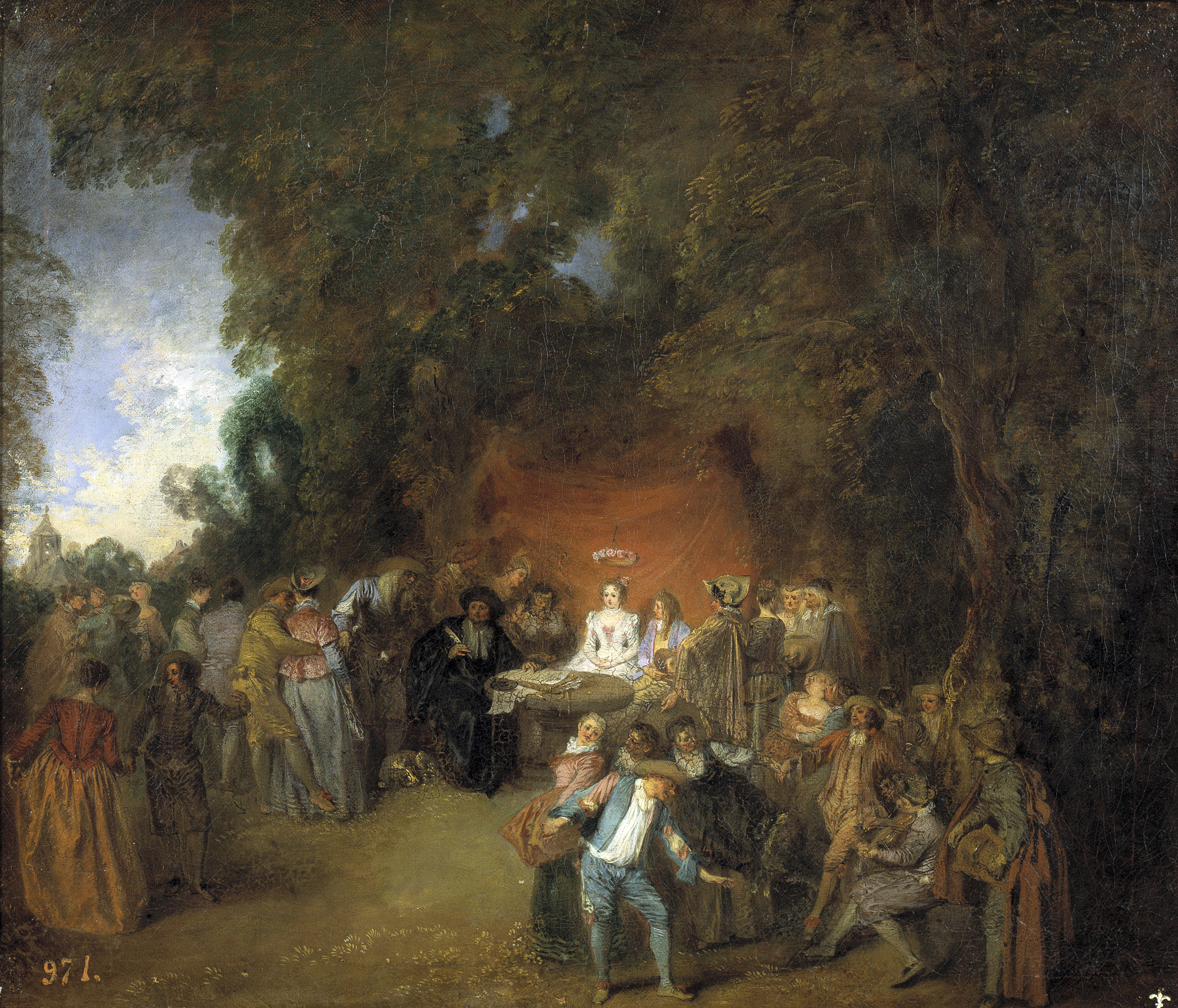
Capitulaciones de boda y baile campestre, por Antoine Watteau.
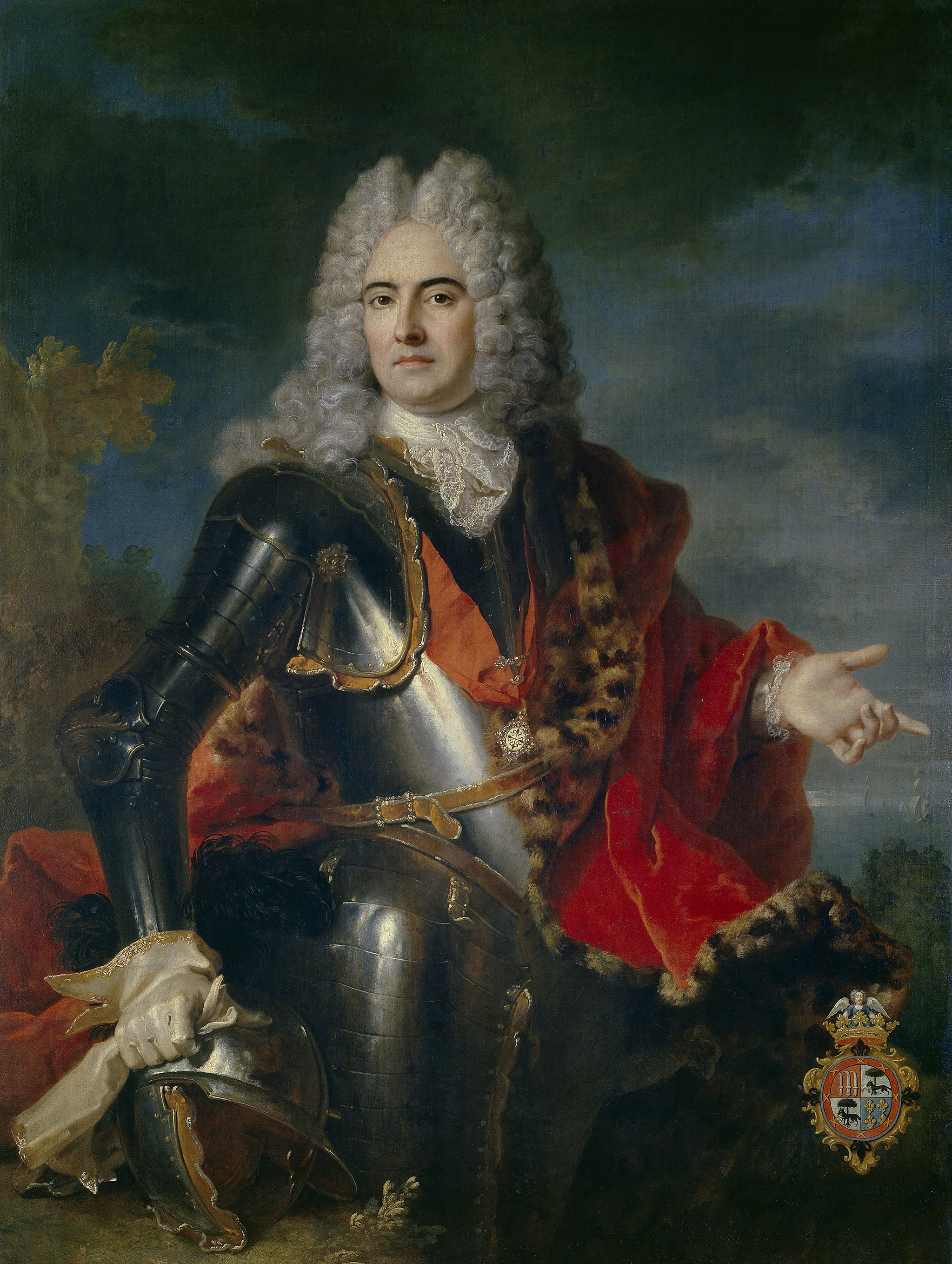
Don José de Rozas y Meléndez de la Cueva, II conde de Castelblanco, de Jean-Baptiste Oudry (legado Fernández Durán).
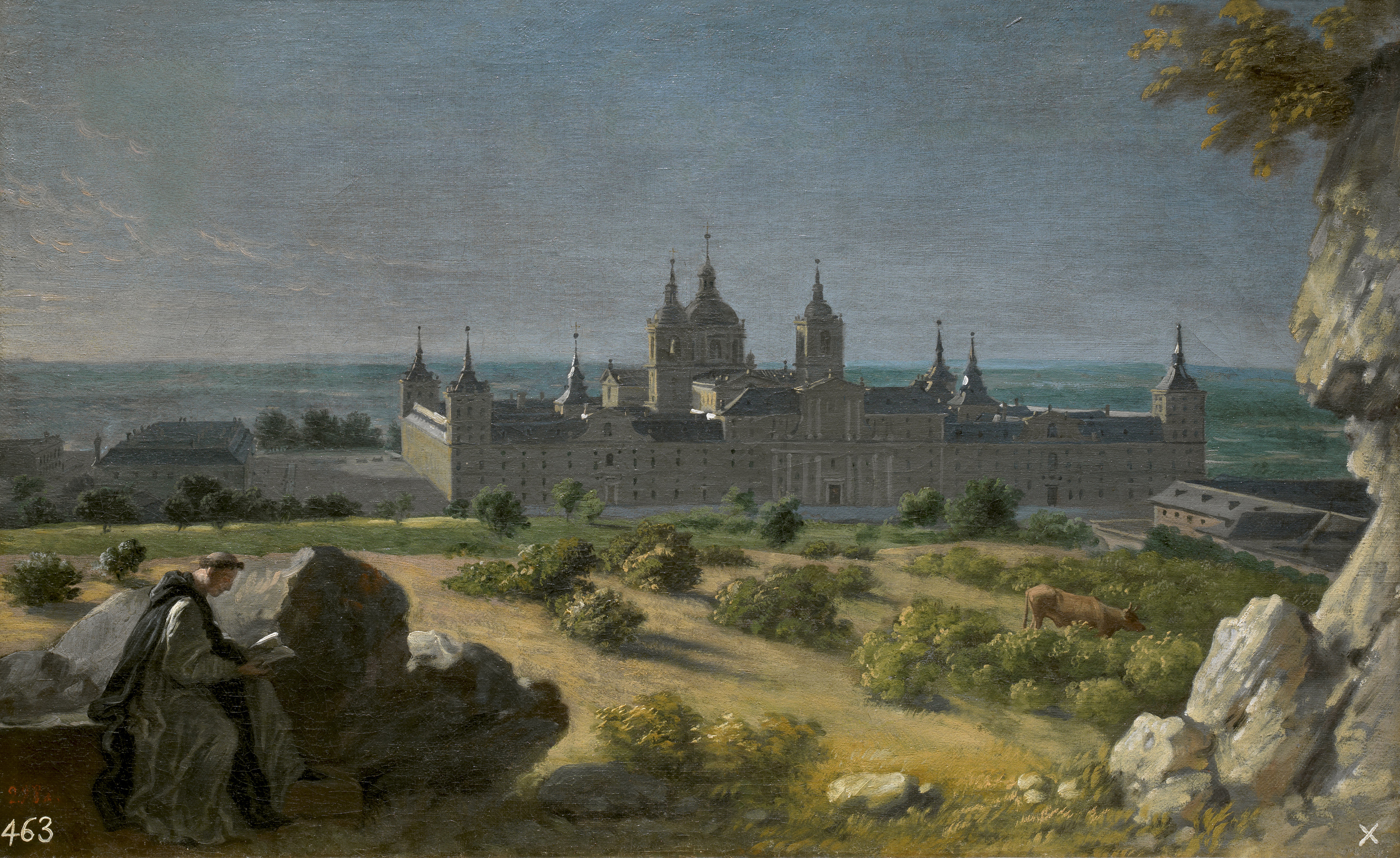
Vista del Monasterio de El Escorial, por Michel-Ange Houasse, c. 1722.
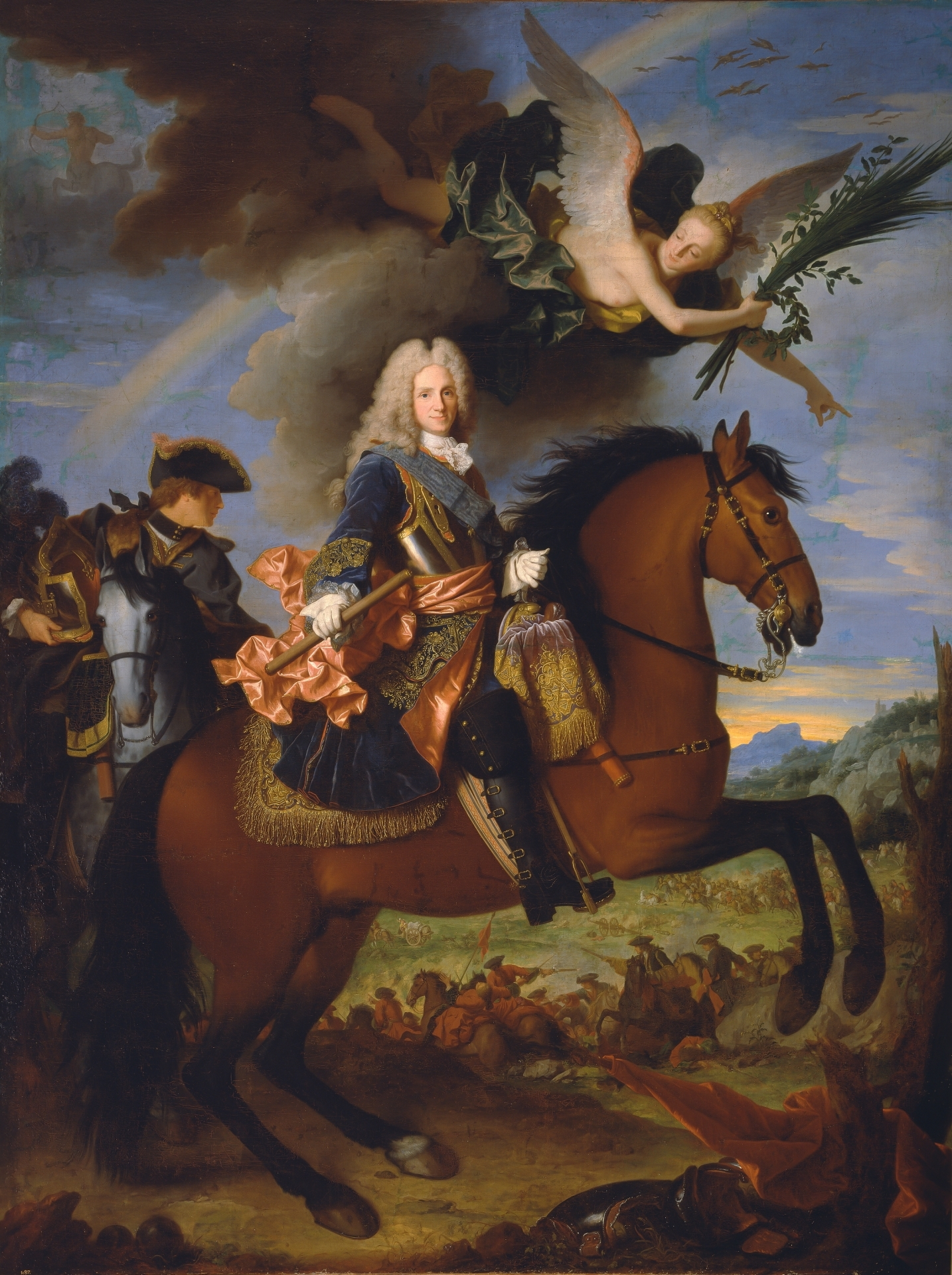
Felipe V a caballo, de Jean Ranc, c. 1723.
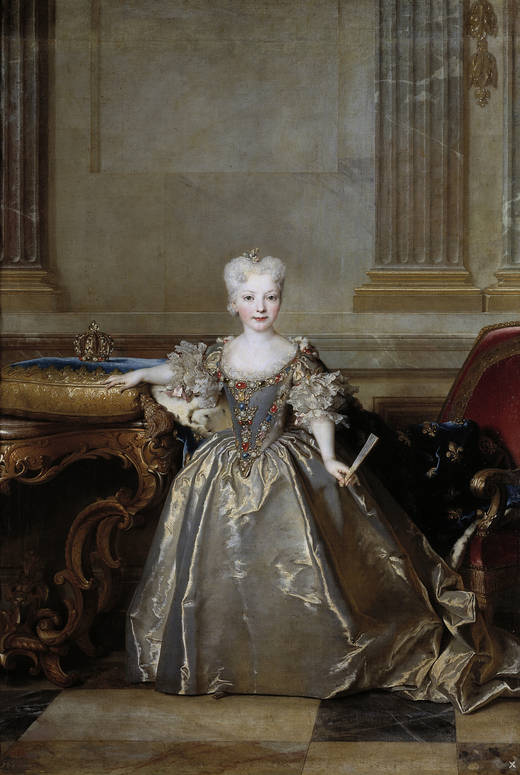
María Ana Victoria de Borbón y Farnesio (Nicolas de Largillierre).
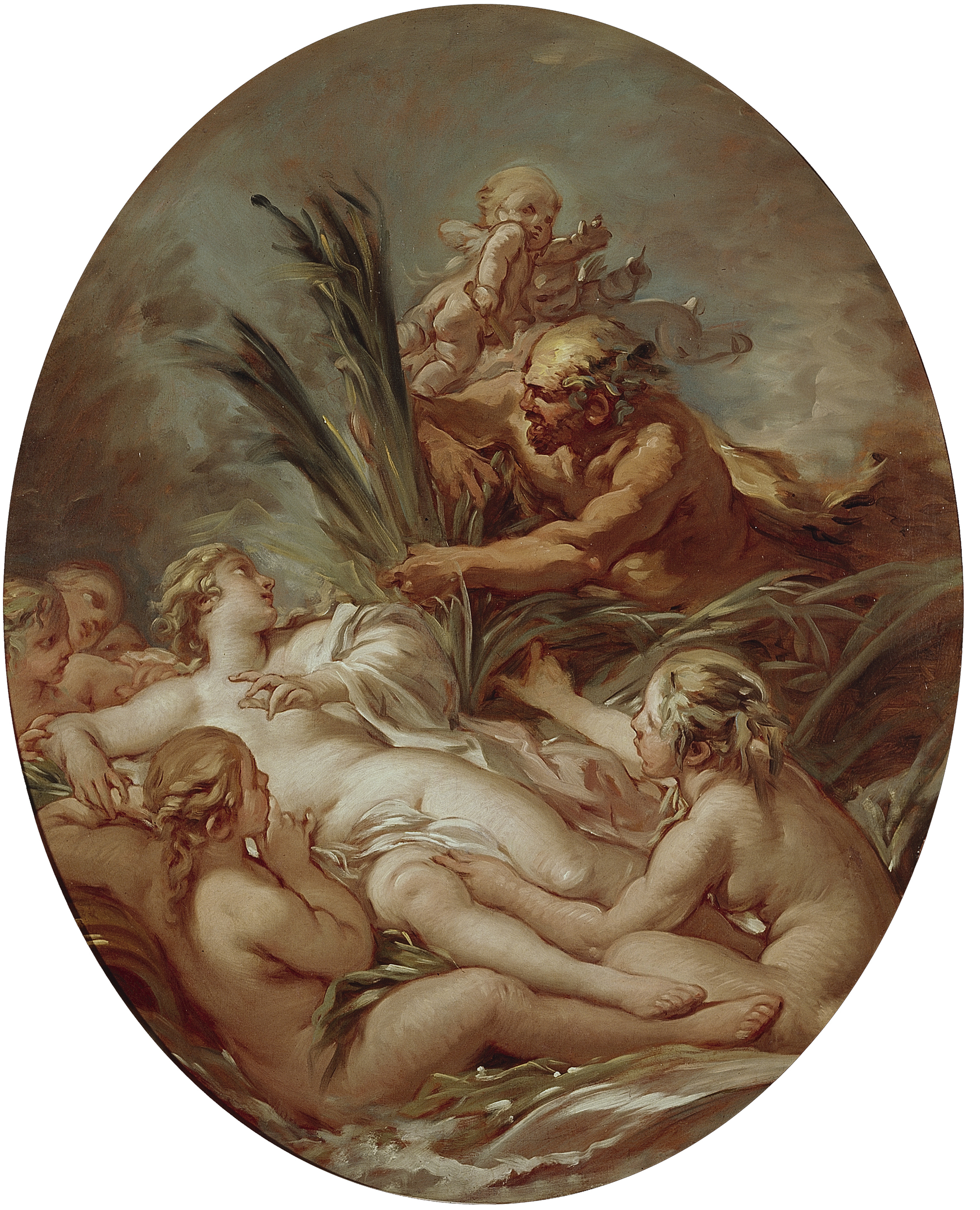
Pan y Siringa. François Boucher, 1760-1765.
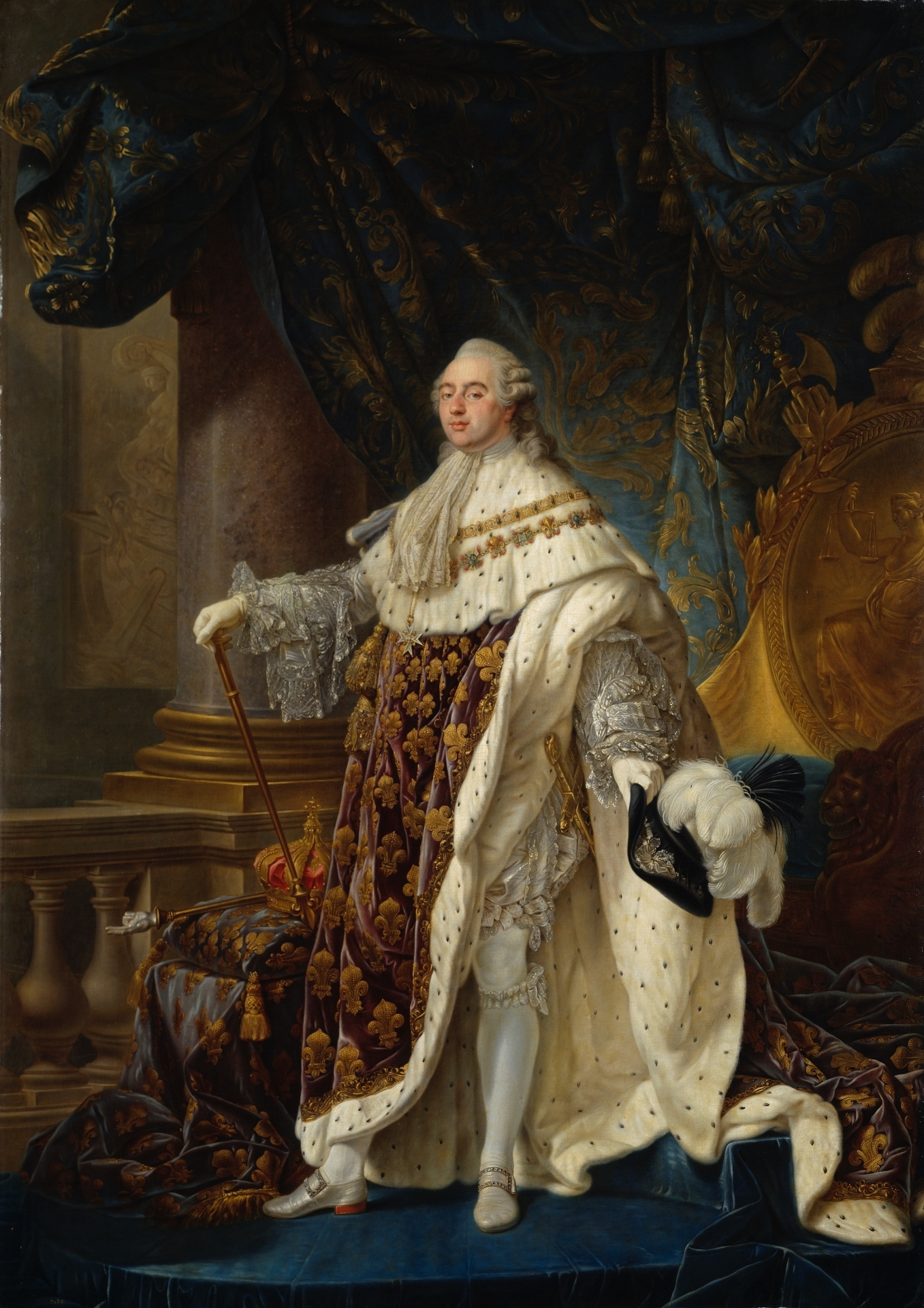
Luis XVI, 1778-1779, óleo de Antoine-François Callet (y taller).
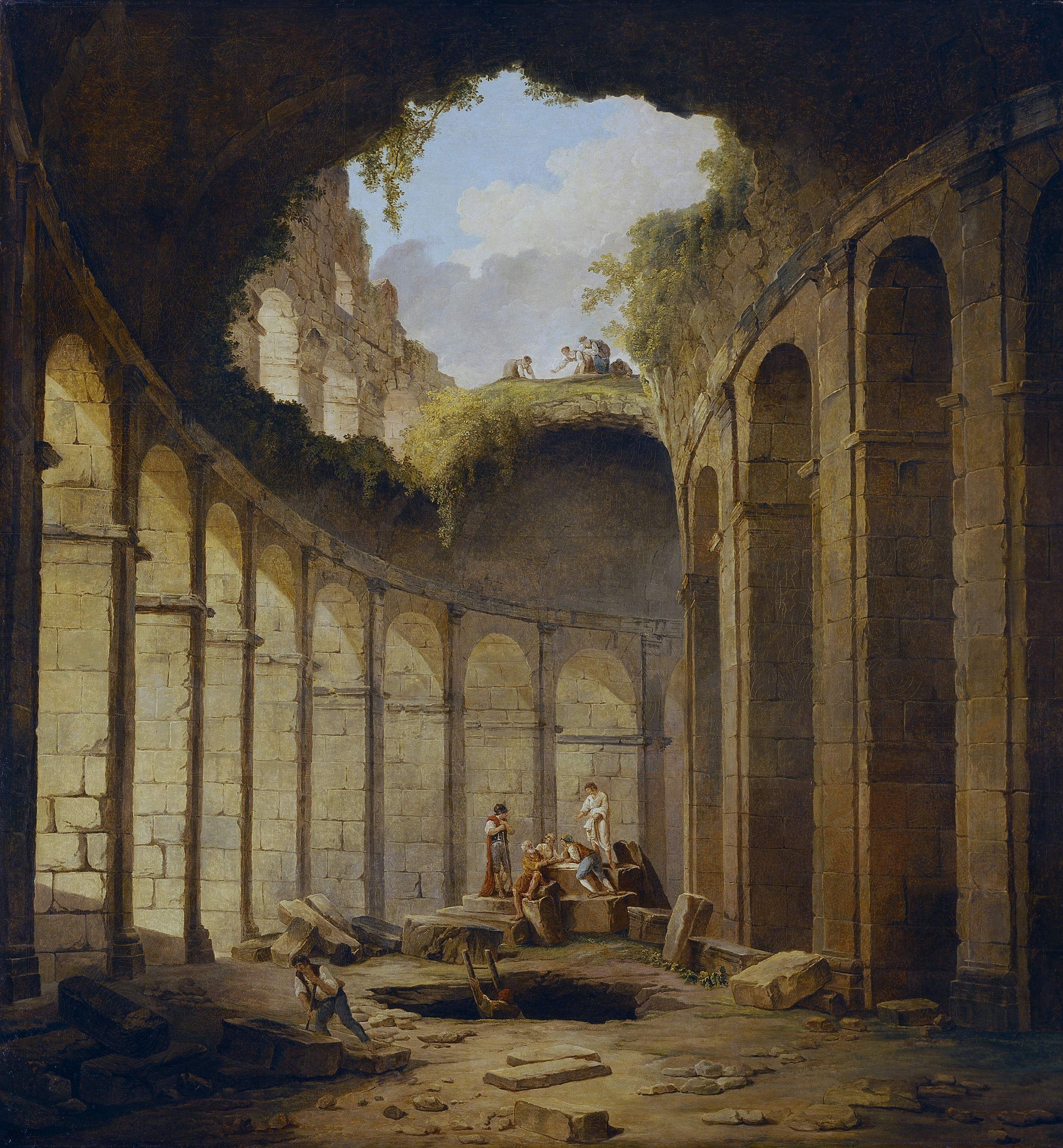
El Coliseo de Roma, 1780-1790, de Hubert Robert. Legado conde de la Cimera.
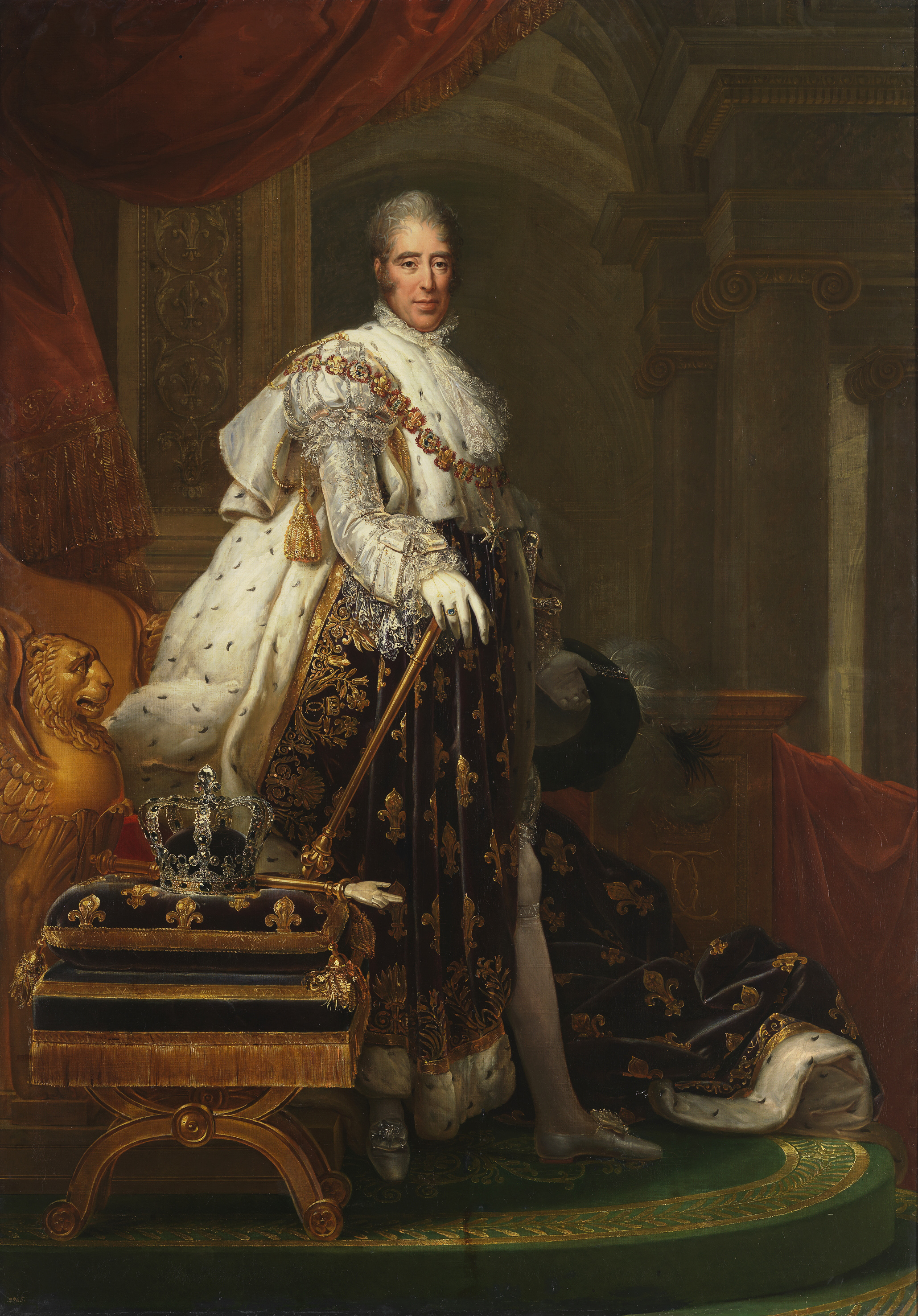
Carlos X de Francia, c. 1825, retratado por François Gérard.
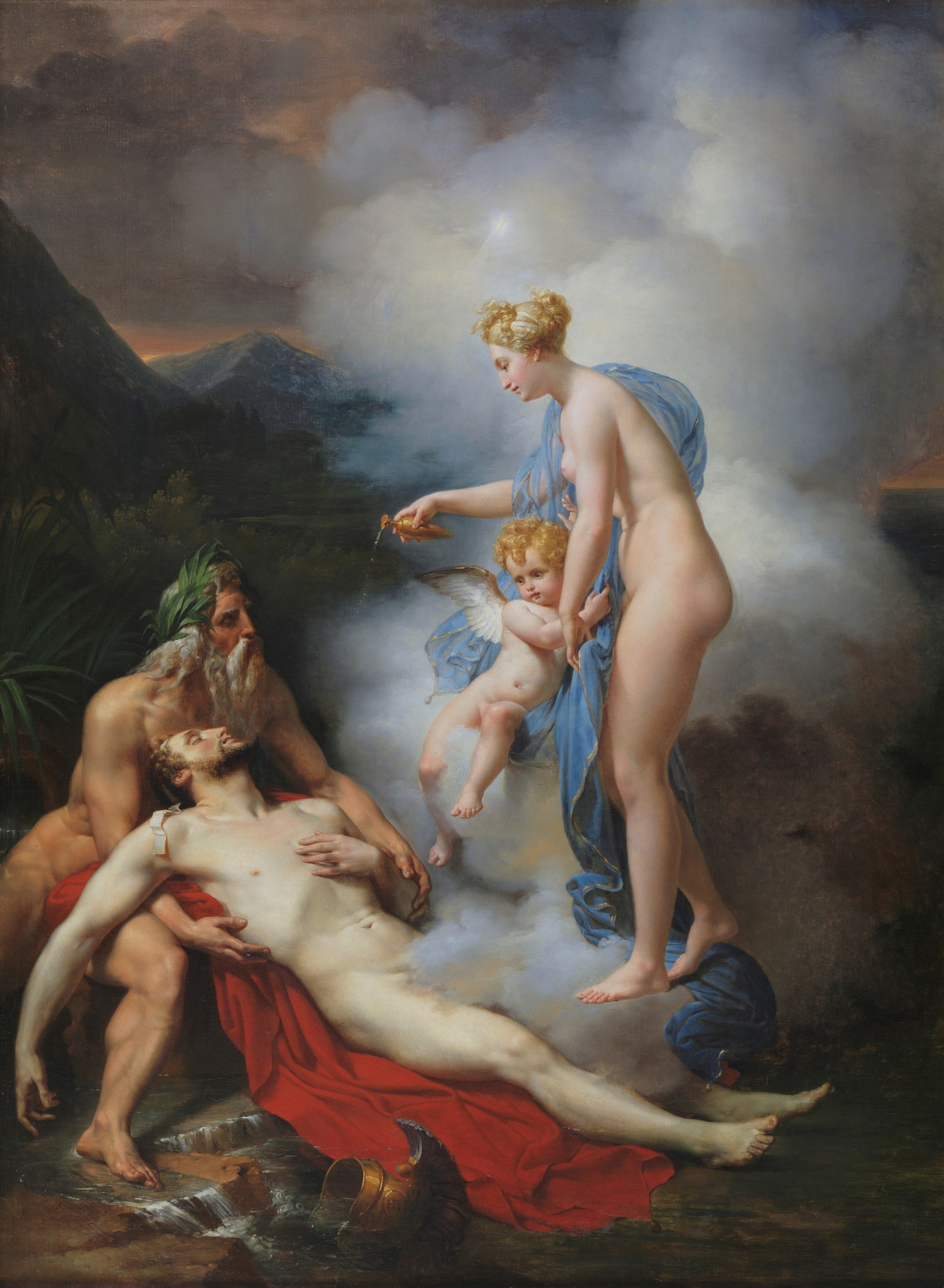
La deificación de Eneas, Merry-Joseph Blondel, c. 1820.
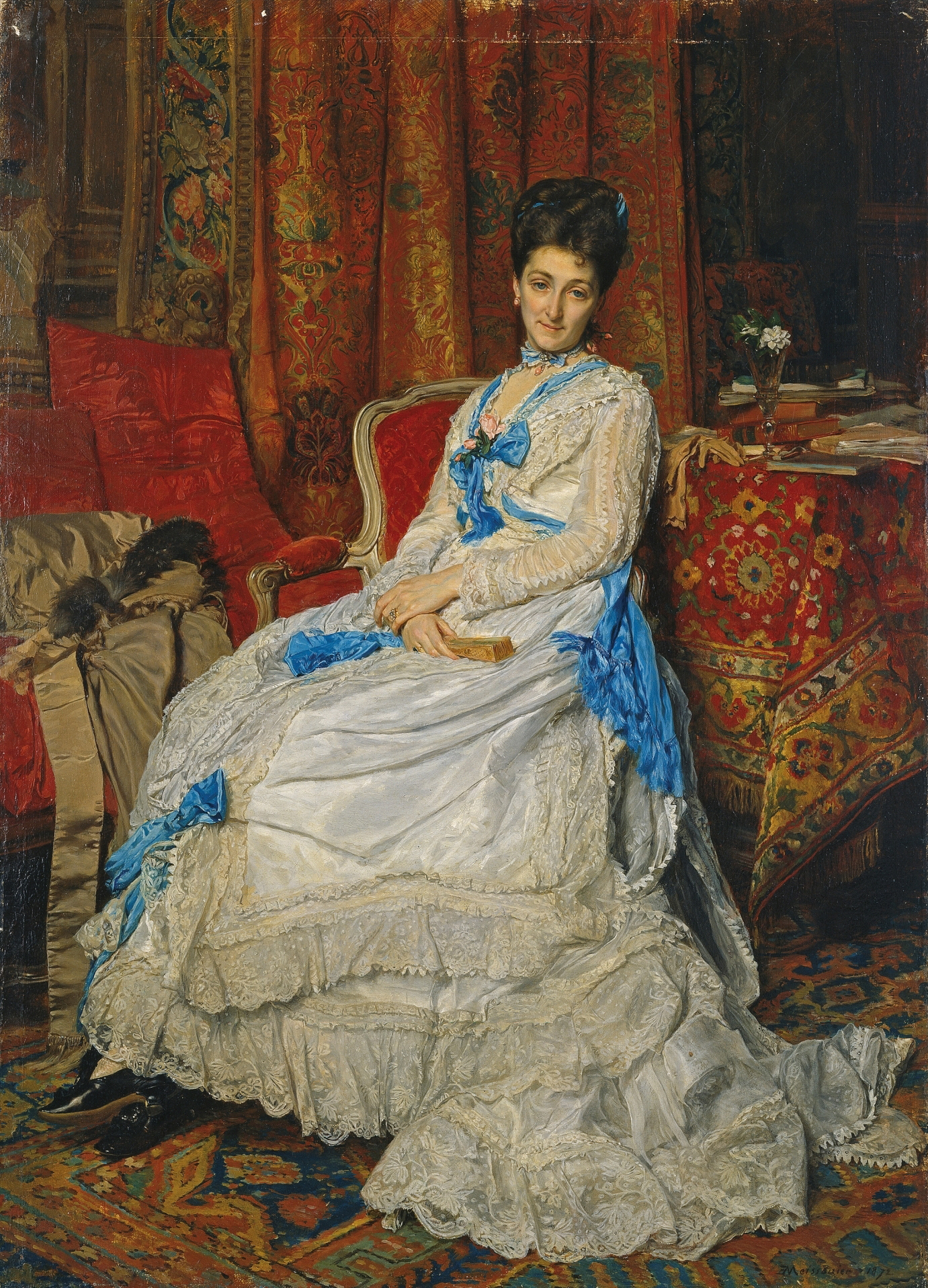
Josefa Manzanedo e Intentas, luego II marquesa de Manzanedo, por Jean-Louis-Ernest Meissonier (legado Ramón de Errazu).
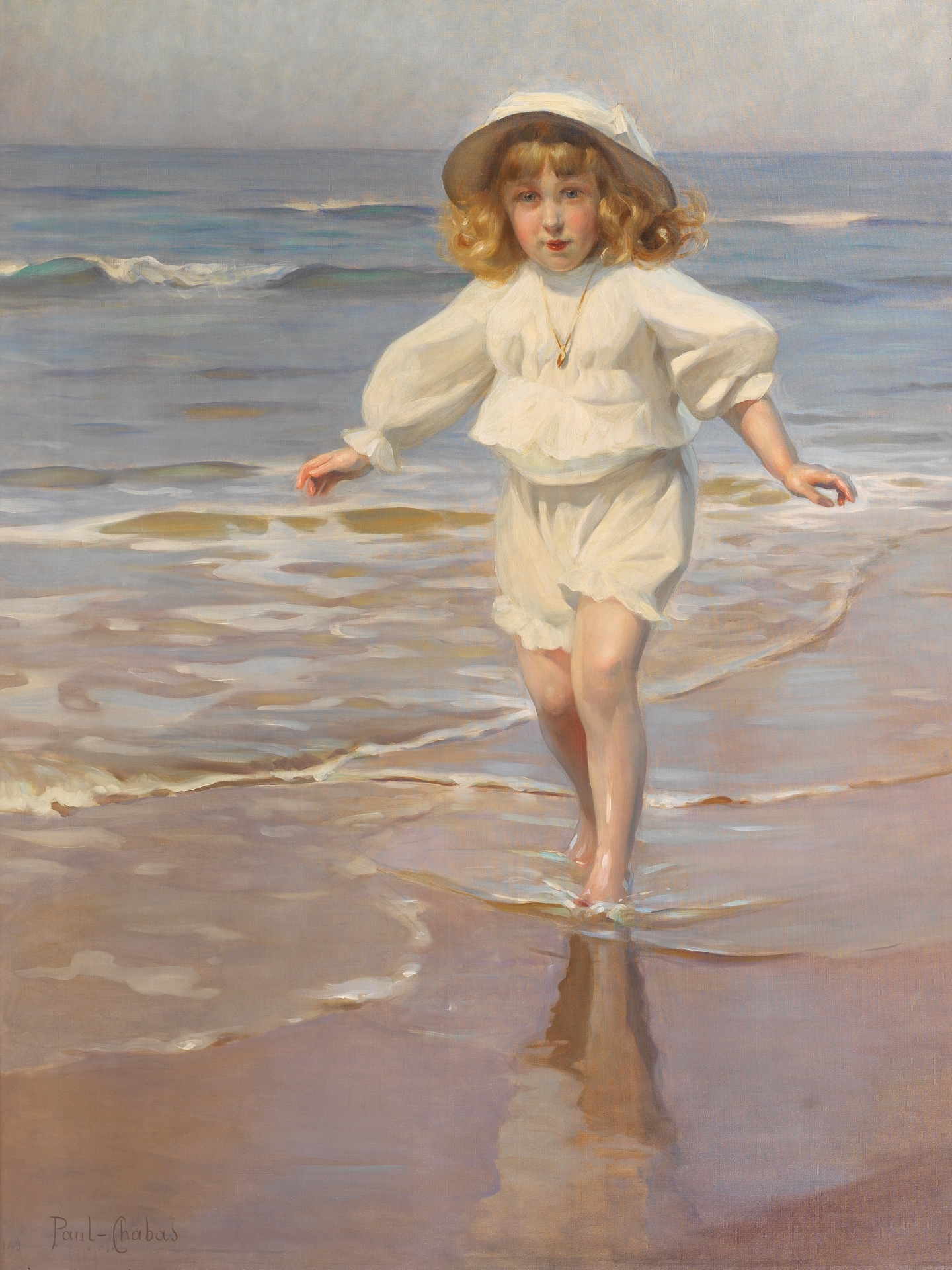
Paul Chabas: Dolores de Pedroso y Sturdza en la playa de Biarritz, c. 1912. Donación de Mercedes y Margarita de Pedroso en memoria de su hermana.